# Gau Nisan

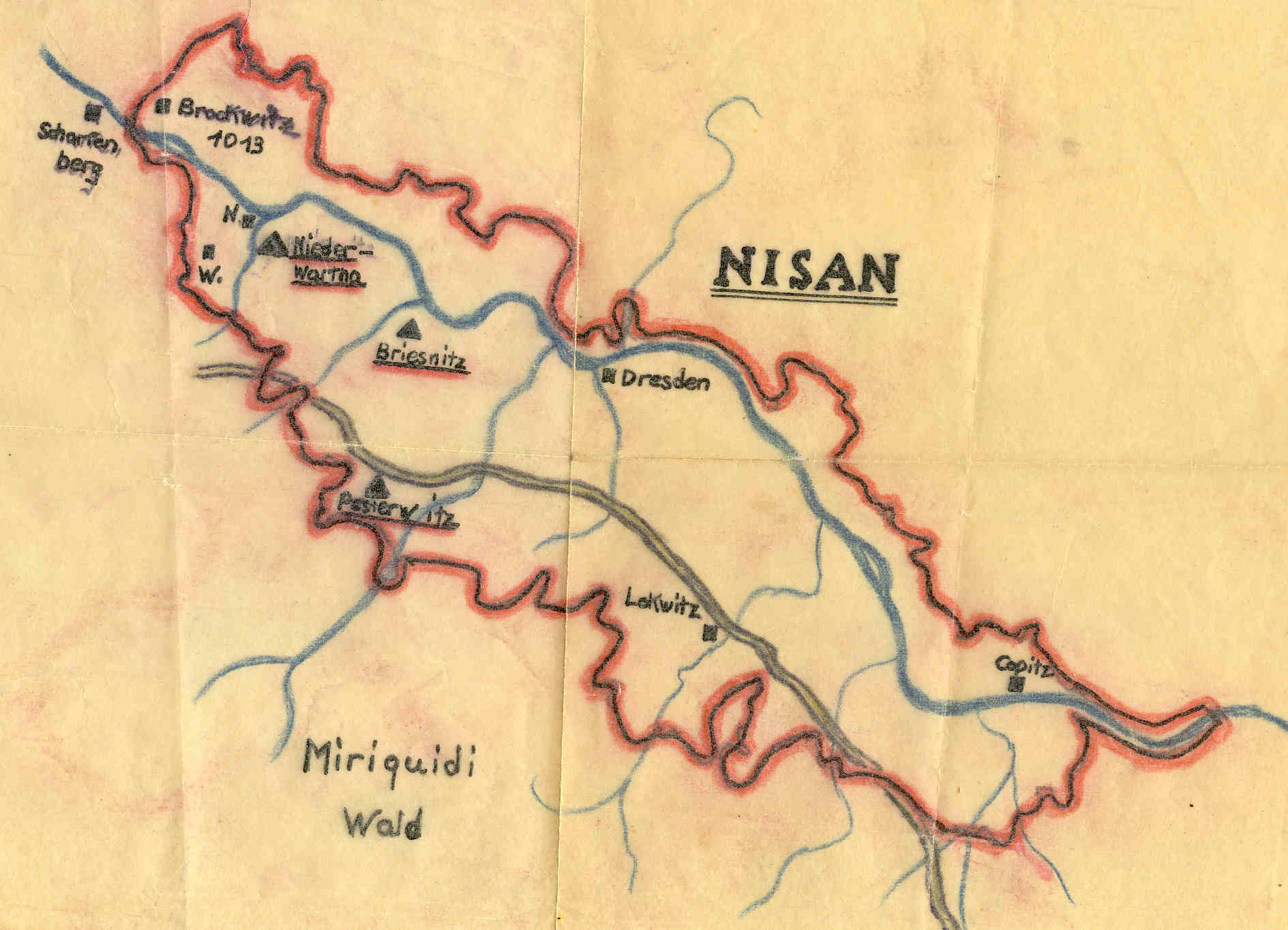
Nisan

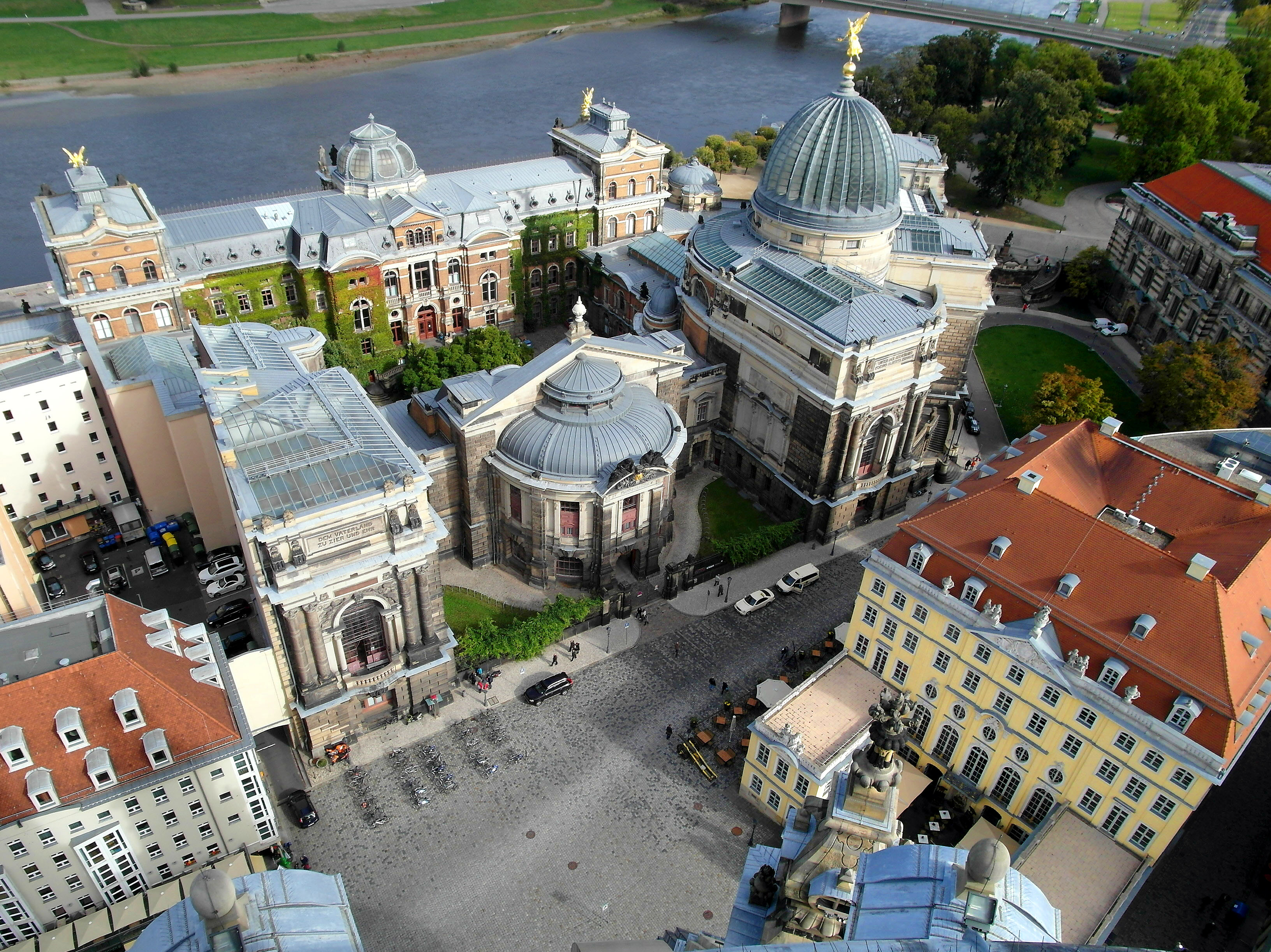
Situation von der Frauenkirche aus gesehen: Der Hafen von Nisan lag unter der Glaskuppel der Kunstakademie.

Der Gau Nisan (auch Gau Nisani, von Nisani ‚Leute in der Niederung‘ – siehe auch Daleminzier) war der Name eines Gaues, der zeitweilig zur Mark Meißen, zeitweilig zu Böhmen gehörte.
Manche Wissenschaftler, so vor allem Reinhard Spehr, sind der Meinung, dass Nisani auch der Name einer Hafensiedlung war, die in der Nähe des späteren Dresdner Gondelhafens (südöstlich der Brühlschen Terrasse) lag. Dieser Hafensiedlung wird ein Turm, der Neidhart, zugeordnet.

## Ausdehnung
Der Gau Nisan erstreckte sich im Elbtalkessel wahrscheinlich von der Mündung der Wilden Sau bei Gauernitz-Constappel im Norden bis zum Urwald im Süden nach Pirna. Er umfasste mehrere deutsche Burgwarde. Belegt sind Bresnice (Briesnitz), Woz/Wosice (wahrscheinlich der Burgberg Niederwartha) sowie Bvistrizi, dessen Mittelpunkt entweder die Heidenschanze bei Coschütz oder der Burgwartsberg Pesterwitz oder der Hohe Stein oberhalb von Plauen war. Nur hypothetisch wird auch Dohna mit der Burg Dohna als Zentrum eines Burgwards betrachtet. Wahrscheinlicher ist allerdings eine deutsche Burggrafschaft Dohna ab spätestens 1156. Der sorbische Gau Nisan umfasste die vier genannten Burgbezirke, den Burgbezirk Kesselberg um Pirna sowie weitere Burgbezirke in der Burgwardslücke im Zentrum des Gaues. So ist eine abgegangene Burg ähnlich dem Kesselberg Pirna nahe der Elbfurt von Nisana nach Altendresden im Gebiet des Hahnenberges sehr wahrscheinlich. Mit der Ostexpansion der deutschen Herrschaft vergrößerte sich das ehemalige Gaugebiet zu einem hochmittelalterlichen Archidiakonat Nisan.

### Oberlausitzer Grenzurkunde
Am 7. Mai 1241 unterzeichnete der böhmische König Wenzel I. Přemysl auf der damals noch böhmischen Burg Königstein eine Urkunde zur Abgrenzung zwischen der seinerzeit dem Königreich Böhmen gehörenden Oberlausitz und dem Bistum Meißen. Die Urkunde basierte auf bereits 1213 und 1223 vorgenommenen Vermessungen.
Diese Grenzziehung ist für weite Strecken die erste in dieser Region und bildet sich demzufolge auch in den Meissner Bistumsmatrikeln ab, welche die (römisch-katholische) Grenze zum damaligen Bistum Prag beschreibt. Die Grenze verlief:
- die Sebnitz flussaufwärts
- bei Sebnitz nach Norden Richtung Langburkersdorf
- dann nordwestlich nach Frankenthal
- weiter die Schwarze Röder entlang
- über den Keulenberg hinweg nach Pulsnitz
- die Pulsnitz entlang bis zur Mündung in die Schwarze Elster

### Grenzen nach dem Urkundenbuch des Hochstifts Meißen

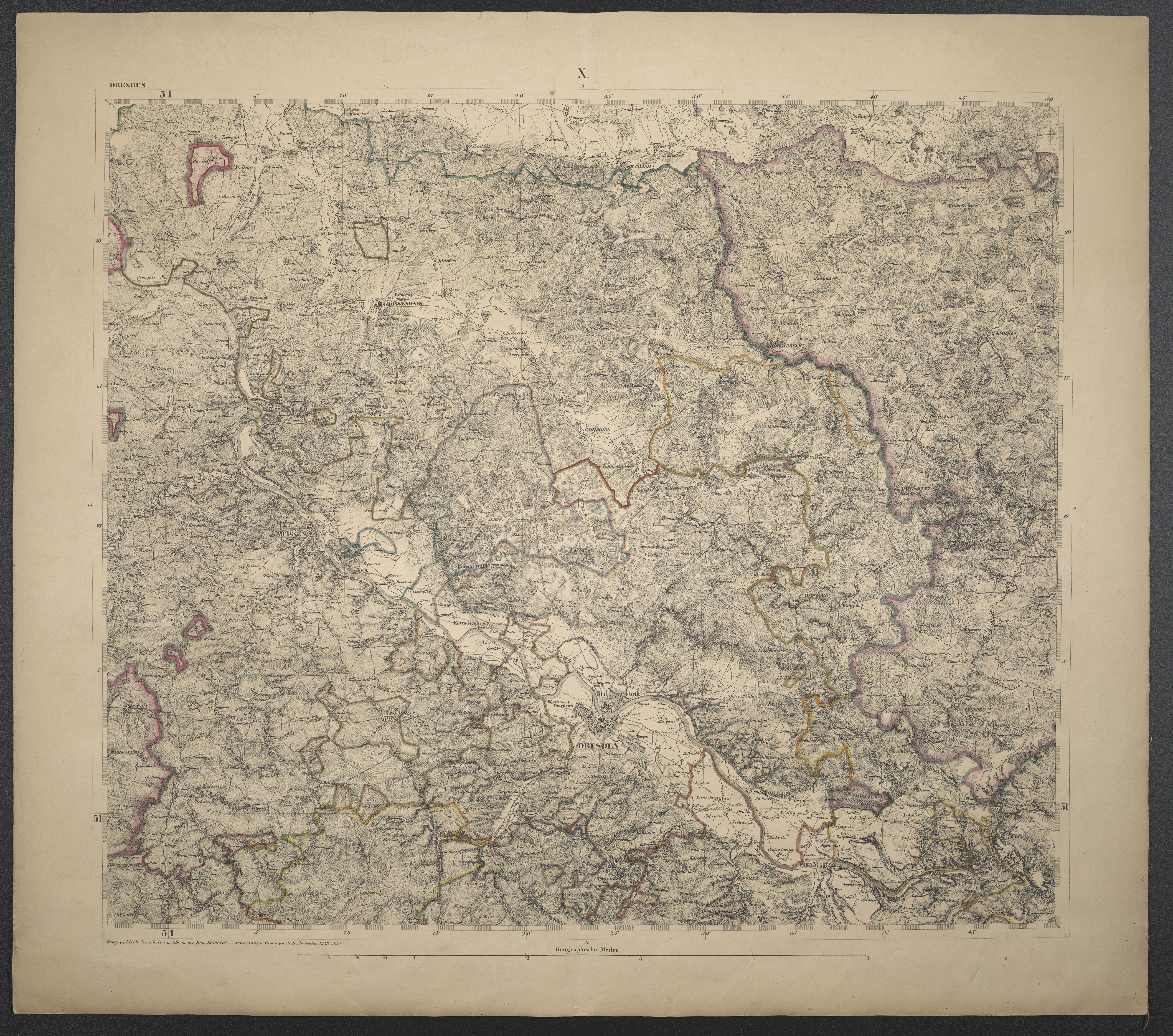
Die Region Dresden 1834 mit dem ehemaligen Gaugebiet

Die Grenzen wurden nach Angaben der Meissner Bistumsmatrikel bestimmt, soweit es die schwierige Quellenlage zuließ. Es handelt sich demzufolge um einen Grenzverlauf, der günstigstenfalls bis in die späte Gauverfassungszeit zurückreicht, des Öfteren aber durch jüngere Quellen extrapoliert werden musste. Problematisch ist es auch, dass die kirchlichen Grenzen sich nicht immer mit den landschaftlichen und den politischen Grenzen deckten und wie letztere im Rahmen eines Herrschaftsausbaues oft expansive Züge trugen. Beim Gau Nisan kommen die Verwischungen der Grenzen zwischen dem bischöflichen Amt Stolpen und anderen Besitzungen des Hochstiftes Meißen in der Oberlausitz erschwerend hinzu.

#### Westgrenze
Hier stieß der Osten des Gaues Daleminci an den Gau Nisan. Die Grenze verlief:
- längs der Wilden Weißeritz ab deren Quellgebiet
- westlich (also unter dem Einschluss von) Frauenstein mit der bedeutenden Burg Frauenstein (am Heiligen Weg gelegen)
- über Klingenberg
- hin zum Tharandter Wald mit der Burg Tharandt (an der Wilden Weißeritz und am Heiligen Weg gelegen)
- ab Wilsdruff (am Heiligen Weg gelegen) längs der Saubach (Wilde Sau, deren Quelle bei Pohrsdorf im Tharandter Wald liegt)
- oberhalb von Weistropp und Constappel bis an die Mündung der Wilden Sau in die Elbe
- auf dem rechten Elbufer über Coswig (gehörte als Kirchdorf zu Nisan) zum Moritzburger Friedewald

#### Nordgrenze
- mitten durch den Moritzburger Friedewald
- südlich von Radeburg in die Würschnitz-Laußnitzer Heide (entlang der Königsbrück-Ruhlander Heiden, der alten Grenze des Amtes Dresden)
- die Kleine Röder entlang bis zu deren Quelle am Eierberg bei Lichtenberg (ohne Höckendorf und Lichtenberg, welche zur Oberlausitz gehören)
- vermutlich in gerader Linie zur Quelle der Pulsnitz in Ohorn

#### Ostgrenze
Hier haben sich die Grenzen durch die sehr frühzeitige zwangsweise Vereinigung von Siedlungen des Gaues Nisan unter dem bischöflichen Amt Stolpen mit anderen Besitzungen des Hochstiftes Meißen in der Oberlausitz sehr nach Südwesten verschoben. Die Grenze verlief südwestlich der Oberlausitzer Orte:
- Hauswalde (Kirchort) am Hauswalder Bach (mündet in Bretnig in die Große Röder)
- Rammenau (Kirchort) am Grunabach (im bewaldeten nördlichen Gemeindeteil Röderbrunn entspringt die Große Röder südwestlich des Hochsteins; früher markierte die Gruna zwischen Frankenthal und dem heutigen Niederteich in Rammenau den von der Quelle der Schwarzen Röder kommenden Grenzverlauf zwischen der Oberlausitz und dem Bistum Meißen)
- Großröhrsdorf (Kirchort) an der Großen Röder an der Alten Poststraße
- Frankenthal (Kirchort) unmittelbar an der ehemaligen oberlausitzisch-meißnischen Grenze liegt der Wohnplatz Frankenthaler Beigut am Grunabach; auf der Frankenthaler Flur entspringt auch die Schwarze Röder, welche in diesem Bereich die Grenze darstellt
- Harthau (Kirchort) Mündung der von Frankenthal kommenden Gruna im Schlosspark in die Wesenitz; am Köhlerberg mündet der Zinsbach in die Schwarze Röder, an diesem Zusammenfluss, an der Grenze zwischen Massenei und Großharthauer Flur, steht ein Grenzstein mit Schwertern und markiert noch heute die in der Oberlausitzer Grenzurkunde beschriebene historische Grenze
- Bischofswerda (erzpriesterlicher Stuhl) an der Wesenitzschleife, sorbisch Přibok („an der Alten Straße“); nach neuerem Verständnis gehörte Bischofswerda nicht zur historischen Markgrafschaft Oberlausitz, sondern bildete das „Tor zur Oberlausitz“, da hier das erst im Mittelalter gerodete Waldland mit dem offenen Sorbengau Milska zusammentraf
- Drebnitz (Kirchort) südwestlich von Bischofswerda, obersorbisch Drjewnica (Siedlung am oder im Walde an einem Wald- oder Holzbach, dem heutigen Hundeflüsschen), Groß- und Kleindrebnitz gehörten zu den Stolpener Amtsdörfern
- Rückersdorf zwischen dem Hohwald und dem nördlichen Vorland des Elbsandsteingebirges, unterstand dem bischöflich-meißnischen Burgward Göda
- Ottendorf im Übergangsbereich von Lausitzer Bergland und Sächsischer Schweiz

#### Südgrenze
Das Urkundenbuch des Hochstifts Meissen beschreibt nur die Grenzsituation im äußersten Südosten von Nisan zu Böhmen. Die Grenze verlief
- am Lausitzer Gebirge mit dem Falkenberg (Sokol) als Scheidepunkt
- entlang der heutigen Grenze zu Böhmen

Die Meissner Matrikel weisen auch das Böhmische Niederland mit den Bezirken von Hainspach (Lipová u Šluknova), Schluckenau (Šluknov), Rumburg (Rumburk), Reichenberg (Liberec), Friedland (Frýdlant v Čechách) und dem nördlichen Teil des Bezirkes Warnsdorf (Varnsdorf) dem Gau Nisan (Niederland) zu.
Als weitere Südgrenze wird in Verlängerung des Lausitzer Gebirges, welches vom Jeschkenberg (Ještěd) bei Reichenberg bis an die Elbe bei Bad Schandau reicht, wohl stillschweigend der Erzgebirgskamm angenommen, bis hin zur Quelle der Wilden Weißeritz am tschechischen Erzgebirgskamm bei Nové Město (Neustadt) bei Moldava als Divoká Bystřice auf einer Höhe von etwa 850 Metern, von wo die Westgrenze des Gaues Richtung Norden abzweigte.

### Grenzen des Archidiakonats Nisan
Nach der Karte 6 in der Geschichte Dresdens (Herrschaft und Christianisierung im Dresdner Elbtalraum) verlief die Grenze des Archidiakonats Nisan wie folgt:

#### Westgrenze
- vom Erzgebirgskamm die Wilde Weißeritz entlang
- einschließlich Schönfeld (ersterwähnt 1336)
- ausschließlich Frauenstein
- einschließlich Hennersdorf (ersterwähnt 1332)
- einschließlich Reichstädt (ersterwähnt 1319)
- einschließlich Ruppendorf (ersterwähnt 1350)
- einschließlich Höckendorf (ersterwähnt 1235)
- bis Tharandt, wo sich die Grenze Nisans von der Weißeritz löst und weiter strikt nach Norden verläuft
- einschließlich Kesselsdorf (ersterwähnt am 9. Februar 1223)
- nach Wilsdruff, wo die Wilde Sau nach Westen läuft
- einschließlich Weistropp
- einschließlich Gauernitz
- die Elbe zwischen Gauernitz und Kötitz (ersterwähnt 1203) ein Stück westwärts
- ausschließlich Brockwitz
- einschließlich Coswig

Im Unterschied zum Codex diplomaticus Saxoniae regiae wird hier das wichtige Frauenstein mit Burg Frauenstein ausgeschlossen. Der Ausschluss von Brockwitz hingegen ist hier wie auch beim CDSR zu finden, die Zugehörigkeit dieses Ortes zu Nisan war nur temporär. Brockwitz war nach den altsorbischen Quellen Teil von Glomaci (Daleminzien), fiel aber durch den Charakter Meißens als Grenzburg nach 965 zu Nisan. Der Ort war offenbar auch nie Teil des Archidiakonats Nisan, gehörte 1351 zum Districtus Großenhain und wurde ab 1547 wieder direkt vom Kreisamt Meißen verwaltet.

#### Nordgrenze
- nördlich von Coswig Richtung Westen unter Einschluss von Bärnsdorf (1309 ersterwähnt)
- einschließlich Medingen (1289 ersterwähnt)
- einschließlich Ottendorf (1346 ersterwähnt)
- einschließlich Seifersdorf (1335 ersterwähnt)
- ausschließlich Lomnitz (1313 ersterwähnt), von dort verläuft die Grenze wieder nach Süden

#### Ostgrenze
- ausschließlich Wachau (1218 ersterwähnt)
- einschließlich Leppersdorf (1337 ersterwähnt)
- einschließlich Röhrsdorf (1350 ersterwähnt)
- ausschließlich Wallroda (1349/50 ersterwähnt)
- einschließlich Arnsdorf (1349/50 ersterwähnt)
- ausschließlich Wilschdorf (1351 ersterwähnt)
- einschließlich Dittersbach (1299 ersterwähnt)
- ausschließlich Stolpen (1222 ersterwähnt)
- einschließlich Porschendorf (1311 ersterwähnt)
- einschließlich Lohmen (1292 ersterwähnt)
- einschließlich Dorf Wehlen (1445 ersterwähnt)
- einschließlich Stadt Wehlen (1269 ersterwähnt)
- von Wehlen westwärts die Elbe entlang bis kurz vor Pirna
- von der Elbe zur Gottleuba in Höhe von Cotta
- einschließlich Cotta
- die Gottleuba flussaufwärts bis Höhe Bad Gottleuba
- ausschließlich Berggießhübel (1457 ersterwähnt)
- ausschließlich Bad Gottleuba (1363 ersterwähnt)
- einschließlich Breitenau
- einschließlich Liebenau

#### Südgrenze
- verlief auf dem Erzgebirgskamm östlich von Geising bis zur Quelle der Wilden Weißeritz
- einschließlich Geising (1375 ersterwähnt)
- einschließlich Altenberg (1446 ersterwähnt)

## Benachbarte Gaue
Der Gau gehörte ursprünglich zum Böhmischen Niederland, welches von Süden und Osten bis hierher ragte. Im Norden schloss sich der Gau Lusici und im Osten der Gau Daleminci an.

## Siedlungen

### Atlas des Saale- und mittleren Elbegebietes
Im Gau Nisan lagen nach dem Atlas des Saale- und mittleren Elbegebietes folgende Siedlungen (von Westen beginnend, der deutschen Besiedlungsrichtung folgend):
- Brockwitz
- Naundorf
- Roitzsch
- Oberhermsdorf
- Cossebaude
- Leuteritz
- Gohlis
- Mobschatz
- Pesterwitz (Burgward)
- Döltzschen
- Löbtau

Nach der Karte Gaue und Burgwarthauptorte im 10. und 11. Jahrhundert endet die damalige deutsche Gaustruktur an der Weißeritz.

### Urkundenbuch des Hochstifts Meißen

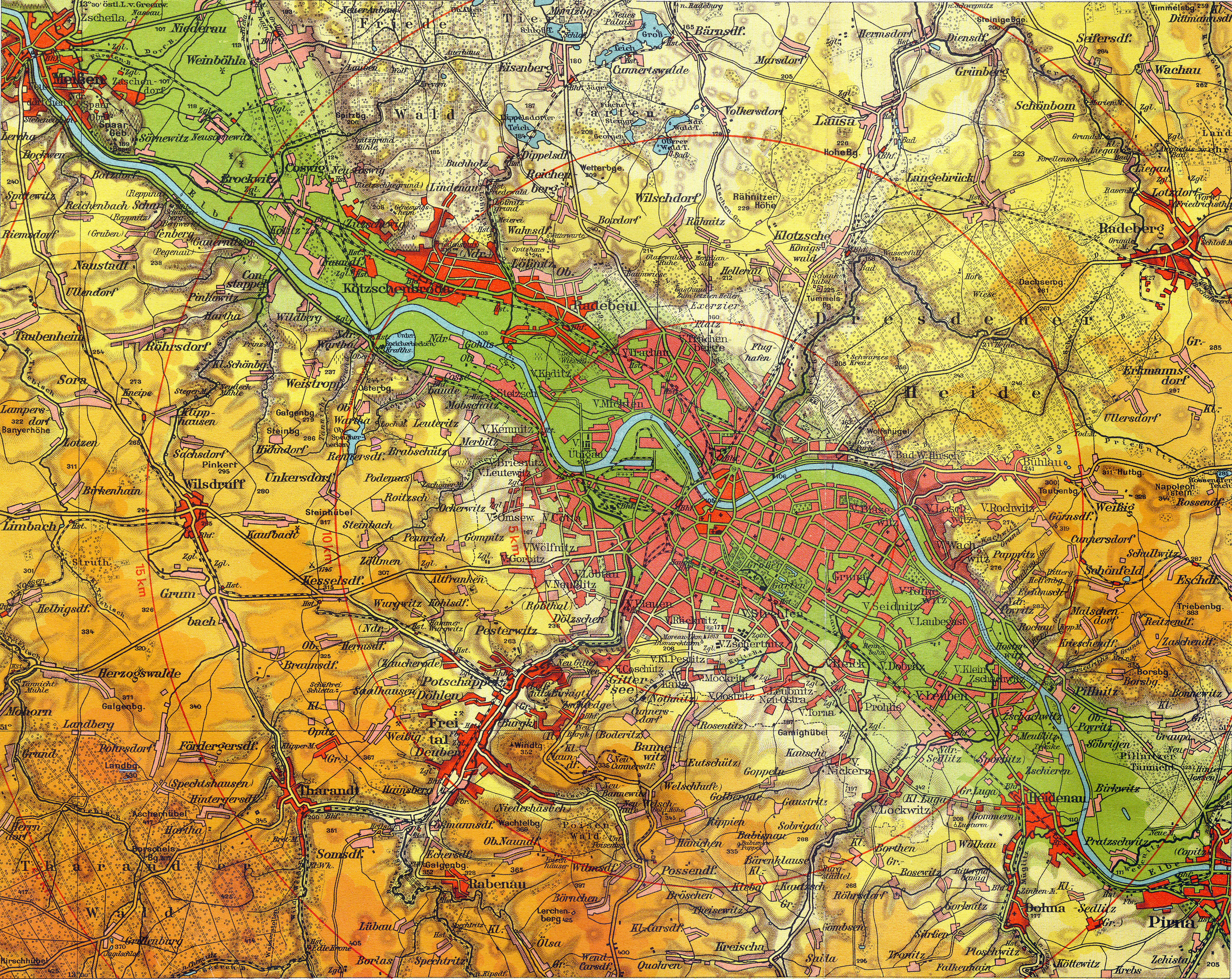
Karte der Dresdner Elbtalweitung mit den Gauorten im Westen Dresdens

Das Urkundenbuch des Hochstifts Meißen führt folgende Orte auf:
- Brochotina cethla (Brockwitz)
- Liubituwa (Löbtau)
- Biustrizi (Pesterwitz)
- Gozebudi (Cossebaude)
- Oicice (Eutschütz)
- Grodice (Roitzsch)
- Cinici (Sanitz)
- Luderuwici (Leuteritz)
- Wirnotine (wüste Mark bei Briesnitz)
- Jazelice (?)
- Hermanni villa (Hermsdorf)
- Bulsize (?)
- Nicradewice (?)
- Woz, Wosice (?)
- Mococice (?)
- Deltsan (Dölzschen)
- Nuendorf (Kleinnaundorf)
- Goluz (Gohlis im K. Briesnitz)

### Frühe herrschaftliche Verhältnisse im Gau Nisan
Motiviert durch die 800-Jahr-Feier Dresdens im Jahre 2006 erschien eine dreibändige Geschichte Dresdens, welche sich auch dem Gau Nisan erneut widmete. Um den Gau mangels Quellen östlich der Weißeritz weiter fortschreiben zu können, griff man auf die weitaus späteren Wachgetreideabgaben für die Burg Dohna zurück und postulierte deren Entstehung in die Gauverfassungszeit zurück. Eine solche Herangehensweise war und ist unter Historikern umstritten. Viele der aufgeführten Ortschaften können allein auf Grund ihrer Lage nicht vor dem Besiedlungsschub ab etwa 1150 (bis 1250) gegründet worden sein. Gruna (Ort in der grünen Aue), eine deutsche Gründung zwischen zwei Altwassern der Elbe in einem Feuchtgebiet gelegen und erst 1370 ersterwähnt, dürfte noch viel jünger sein, Heidenau wurde wahrscheinlich von Burggraf Otto Heyde I. (1321 bis 1336) als Vorwerk der Burg Dohna gegründet und 1347/49 ersterwähnt. Rückschlüsse auf das Burgwardsystem im 11. Jahrhundert sind demzufolge rein spekulativ. Eine Karte Frühe herrschaftliche Verhältnisse im Gau Nisan führt folgende abgabenpflichtige Orte nach dem Verzeichnis von 1445 und weiteren Quellen an (beginnend im Westen):
- Podemus (1349 erstmals erwähnt)
- Merbitz (am 24. Juli 1332 erstmals erwähnt)
- Döhlen (1206 zusammen mit Dresden erstmals erwähnt)
- Coschütz (1284 erstmals erwähnt)
- Eutschütz (1288 erstmals erwähnt)
- Rippien (1296 erstmals erwähnt)
- Golberode (1288 erstmals erwähnt)
- Strehlen (1288 erstmals erwähnt)
- Kleba (1288 erstmals erwähnt)
- Babisnau (1288 erstmals erwähnt)
- Kautzsch (1288 erstmals erwähnt)
- Bärenklause (1288 erstmals als Kolchowe erwähnt)
- Kauscha (1288 erstmals erwähnt)
- Striesen (1350 erstmals erwähnt)
- Gruna (1370 erstmals erwähnt)
- Sobrigau (1288 erstmals erwähnt)
- Borthen (1286 erstmals erwähnt)
- Blasewitz (1349 erstmals erwähnt)
- Pratschütz - gemeint ist sicher die Wüstung Praschütz (1307 erstmals erwähnt) - nach den kursächsischen Amtserbbüchern des 16. Jahrhunderts waren "Seititz [= Seidnitz, s. u.] und Gruhn Praschitz [gemeint ist (Grün)Praschütz] eine gemeine".[6]
- Seidnitz (1378 erstmals erwähnt)
- Lockwitz (1288 erstmals erwähnt)
- Dobritz (1379 erstmals erwähnt)
- Leuben (1349 erstmals erwähnt)
- Tolkewitz (1350 erstmals erwähnt)
- Bosewitz (1288 erstmals erwähnt)
- Gorknitz (1321 erstmals erwähnt)
- Sürßen (wohl 1289 mit Fridericus Sursen erstmals erwähnt)
- Großzschachwitz (1350 erstmals erwähnt)
- Kleinzschachwitz (1310 erstmals erwähnt)
- Sporbitz (1350 erstmals erwähnt)
- Hosterwitz (1406 erstmals erwähnt)
- Pillnitz (1335 erstmals erwähnt)
- Ploschwitz (1347/49 erstmals erwähnt)
- Meusegast (1288 erstmals erwähnt)
- Krebs (1288 erstmals erwähnt)
- Mügeln (1347/49 erstmals erwähnt)
- Heidenau (1347/49 erstmals erwähnt)
- Söbrigen (1378 erstmals erwähnt)
- Birkwitz (1350 erstmals erwähnt)
- Pratzschwitz (1350 erstmals erwähnt)
- Graupa (1350 erstmals erwähnt)

Im Westen von Nisan vermischt dieselbe Karte folgende Urkundlich nachweisbaren Rechte von Bischof und Kanonikern in sicher zu identifizierenden Orten bis zum Jahr 1150 mit den meistens viel jüngeren Orten der Burggrafschaft Dohna (ab 1150 bis nach 1400):
- Brockwitz, außerhalb des Kartenbereichs zum Gau Nisan (Urkunde von 1013)
- Löbtau (gefälschte Urkunde zu 1068)
- Cossebaude (gefälschte Urkunde zu 1071)
- Leuteritz (gefälschte Urkunde zu 1071)
- Leutewitz (gefälschte Urkunde zu 1071)
- Wüstung Wernten in der westlichen Friedrichstadt zwischen Flügelwegbrücke und Alberthafen (gefälschte Urkunde zu 1071)
- Roitzsch (gefälschte Urkunde zu 1071)
- Wüstung Zschon am Eingang des Zschoner Grundes in Steinbach, Ortschaft Gompitz (gefälschte Urkunde zu 1071)
- Mobschatz (gefälschte Urkunde zu 1091)
- Wüstung Polst[7] auf der Flur von Niederhermsdorf (Urkunde von 1140)
- Cossebaude (Urkunde von 1144)
- Naundorf (Urkunde von 1144)
- Naußlitz (Urkunde von 1144)
- Dölzschen (Urkunde von 1144)

Die Jahreszahlen in der Karte beziehen sich vor allem auf die Mitte des 12. Jahrhunderts gefälschten Urkunden und suggerieren so einen bischöflichen Territorialbesitz auch im 11. Jahrhundert, welchen es real nie gegeben hatte.
Deutlich wird auch wieder einmal die Sonderrolle von Brockwitz, sowohl zeitlich (1013) als auch räumlich, weil der Ort auf einer Ausschnittskarte weit außerhalb des sonstigen Gaugebietes dargestellt werden musste.
Im Jahre 1144 erstritten sich die 1143 mit Nisan belehnten Meißner Markgrafen, die Wettiner, mit Naundorf und Gohlis erste Territorien noch ganz im Westen des Gaues.

## Sorbische Burgbezirke
Das deutsche Burgwardsystem fußte in Nisan genau wie in seinen Anfängen im Westen des sorbischen Markengebietes auf ursprünglich sorbische Burgen. Somit wären die Burgwarde Bresnice, Woz/Wosice und Bvistrizi bereits sorbische Burgbezirke gewesen. Aufgrund des Alters, der Größe und der Bedeutung der Burg Dohna handelte es sich bei ihr ebenfalls um eine sorbische (Doppel)Burg mit einem Burgbezirk. Dieser wurde eingegrenzt durch die (Wall)Burg Kesselberg in Pirna, die Burg Burgstädtel in Borthen und die Burg Pillnitz. Die Burg Kesselberg bedeckte die wichtige Elbfurt Pirna, wie die Burg Bresnice die Eiserne Furt.
Des Weiteren ist eine abgegangene Burg Nisana ähnlich dem Kesselberg Pirna nahe der Elbfurt von Nisana nach Altendresden im Gebiet des Hahnenberges sehr wahrscheinlich. Weitere sorbische Burgbezirke in der sogenannten Burgwardslücke wären um die Burg Burgstädtel bei Omsewitz, um die Burg Lockwitz und um die Burg Loschwitz möglich.

## Deutsche Burgwardorganisation
Nach der Karte Burgwardmittelpunkte und jüngerslawische Burgwälle im obersächsisch-meißnischen Raum von Gerhard Billig lagen folgende Burgwardbezirke und zeitlich korrespondierende Burgwälle in Nisan:
- B 26 Niederwartha/Woz (Urkundlich gesicherter Burgwardmittelpunkt; ersterwähnt 1045)
- B 27 Dresden-Briesnitz (Urkundlich gesicherter Burgwardmittelpunkt; ersterwähnt 1071)
- B 28 Pesterwitz (Erwähnter Burgwardmittelpunkt ohne gesicherte Wehranlage; ersterwähnt 1068)
- C 10 Dohna (Wahrscheinlicher Burgwardmittelpunkt; ersterwähnt 1040)

- 43 Niederwartha (Böhmerwall) (Jüngerslawischer Burgwall)
- 44 Dresden-Omsewitz (Jüngerslawischer Burgwall)
- 45 Dresden-Coschütz (Kontinuierlich älter- und jüngerslawisch belegter Burgwall)
- 46 Dresden-Loschwitz (Fraglicher jüngerslawischer Burgwall)
- 47 Dresden-Lockwitz (Älter- und jüngerslawisch belegter Burgwall, Kontinuität fraglich)
- 48 Borthen-Burgstädtel (Jüngerslawischer Burgwall)
- 49 Dohna (Robscher) (Jüngerslawischer Burgwall)
- 50 Dresden-Pillnitz (Älter- und jüngerslawisch belegter Burgwall, Kontinuität fraglich)

Bei dieser Karte ist die Tendenz zu verzeichnen, die urkundlichen Ersterwähnungen möglichst tief in die Geschichte zu verlegen, ohne die Problematik der eindeutig gefälschten (F 1071, F 1091) oder umstrittenen Diplome (zu 1045 und zu 1068) zu beachten.

### BurgwardBresnice(Briesnitz)
Die Elbfurt Briesnitz, auch Eiserne Furt genannt, wurde nach der slawischen Landnahme durch die Nisaner mit einer Wallburg aus Lehm und Holz geschützt. Um diese Burg entstand der sorbische Burgward Bresnice („Birkenort“). Die Furt bei Dresden lag seinerzeit in sumpfigen Gelände, „Dresdene“ war vermutlich vom altsorbischen Begriff „Drežďany“ („Sumpf“- oder „Auwaldbewohner“, Mehrzahlform) abgeleitet. „Drežďany“ geht auf das slawische Wort drežga („Sumpfwald“) zurück.

### BurgwardWoz
Mitte des 12. Jahrhunderts wird dreimal ein Burgward Woz (F 1071, 1144) oder auch Wosice (F 1091) urkundlich erwähnt.

#### Burgberg Niederwartha
In der neueren Forschung wird Woz/Wosice mit dem Burgberg Niederwartha identifiziert, einer markanten Anhöhe bei Niederwartha, bei der sich der Elblauf dem südlichen Hochland besonders stark nähert.

#### Böhmische Burg Gvozdec
Nach Ansicht einiger Historiker ist Woz identisch mit der bei Cosmas von Prag erwähnten böhmischen Burg Guozdec/Gvozdec/Gvozdek (1123/1125). Dieser Name geht zurück auf altsorbisch *Gvosd(e)c ('[Berg]Wald'). Urverwandt über urslawisch *gvozd ('Wald') ist tschechisch hvozd ('Waldgebirge'). Demzufolge bedeutete Gvozdec bei den Nisanern Burg im (Berg)Wald. Nach Cosmas war Gvosdec allerdings eine böhmische Gegenburg in der Nähe der deutschen Burg Meißen. Somit kommt Niederwartha als Standort kaum in Frage.

#### Burgward Guodezi
Am 22. September 1045 übertrug König Heinrich III. in Quedlinburg dem Burgherrn (miles) Jaromir (IARMIR) drei königliche Güter im Burgward Guodezi (GVODEZI). In der Bewertung der Urkunde sind die Historiker geteilt. Der Codex diplomaticus Saxoniae regiae schreibt vom Burgwart Chutizi, in der Grafschaft Ekkehards. Jaromir war ein Dienstmann des Markgrafen Ekkehards von Meißen, der ursprünglich Graf im Gau Chutizi war. Der Gau Chutizi trat auch in Namensformen wie Gudici  auf. Andere Historiker verorten die Güter im Burgward Guodezi im Gau Nisan, welcher dann oft mit Gvosdec gleichgesetzt wird. Gegen diese Gleichsetzung sprechen allerdings sowohl sprachliche wie auch historische Argumente.

### BurgwardBvistrizi
Ein Burgward Bvistrizi (siehe Bystritza) wurde in einer Königsurkunde von Heinrich IV. zum Jahr 1068 erwähnt. Er ist bis heute nicht eindeutig identifiziert. In der Diskussion stehen insbesondere entweder die Heidenschanze bei Coschütz oder der Burgberg Pesterwitz oder die Burg oberhalb von Plauen. Hierbei ist zu beachten, dass auch dieses Diplom möglicherweise zu dem Fälschungskomplex von Urkunden zugunsten des Hochstifts Meißen auf das 10. und 11. Jahrhundert gehört und wohl eher die Situation Mitte des 12. Jahrhunderts als die von 1068 beschreiben könnte.

#### HypothetischerBurgward Plauen
In Plauen befand sich spätestens seit Ende des 12. Jahrhunderts ein Herrensitz.

### Burg Dohna
Die Burg Dohna war zunächst ein slawischer (elbsorbischer) Burgwall an der wichtigen Verbindungsstraße nach Böhmen. Jede Vermutung eines ostfänkisch-frühdeutschen Burgenbaues und ostfränkisch-frühdeutscher Burggrafen bereits im 10. Jahrhundert ist reine Spekulation und zumeist von dem Wunschdenken patriotischer Geschichtsschreibung genährt.
Eine erste Erwähnung der Burg Dohna fand anlässlich eines Feldzuges von König Heinrich III. nach Böhmen im Jahre 1040 statt. Die Burg Dohna lag auf dem Weg vor dem Aufstieg in das Osterzgebirge, weswegen sich dort das Heer sammelte. Einige Historiker vermuten, dass bei dieser Gelegenheit die Burg dem Markgrafen von Meißen zu Lehen gegeben wurde. Diese Vermutung ist sicher ahistorisch, weil zu diesem Zeitpunkt sich die frühdeutsche Macht noch nicht einmal auf den westlichsten Teil von Nisan ausgebreitet hatte, und selbst dort die Markgrafen von Meißen erst 1144 durch Königsentscheid zu erstem kleinen Besitz gekommen waren.
Vor 1085 war Nisan mit Dohna in direkter böhmischer Verwaltung, in diesem Jahr wurde es Mitgift von Judith, der Tochter des Herzoges Vratislav, für ihre Ehe mit Wiprecht von Groitzsch, blieb allerdings unter böhmischer Oberhoheit. Dies ändert sich erst mit der Abtretung Nisans durch den böhmischen Herzog an den deutschen König wegen geleisteter Militärhilfe im Jahre 1142.
Einige Historiker vermuten hier einen weiteren (vierten) Burgward Dohna für den Gau Nisan. Es gibt allerdings keinen urkundlichen Beleg dafür, dass Dohna jemals zum ostfränkisch-frühdeutschen Burgwardsystem gehört hatte. Für viele andere Historiker hörte dieses Burgwardsystem insgesamt bereits an der Weißeritz auf, weil die Übergabe des Gaues in deutsche Herrschaft erst nach dem Ende der Zeit der Burgwardverfassung erfolgte.

### Hypothetische Burgwardlücke
Westlich der Weißeritz ist keinerlei Burgwardstruktur überliefert. Für den Fall der hypothetischen Annahme eines Burgwards Dohna wird in der Forschung von einer Burgwardlücke gesprochen. Gerhard Billig hat diese hypothetische Lücke mit ähnlichen Situationen in Chutizi, Daleminzien und Milska als Lücken im überlieferten Burgwardnetz zusammengefasst und systematisiert. Es bleibt aber zweifelhaft, ob ein frühdeutsches Burgwardsystem in Nisan westlich der Weißeritz jemals existierte. Insofern ist die Situation im Grenzgau Nisan nicht direkt mit der in den anderen Gauen vergleichbar.
Nach Gerhard Billig wäre die echte Lücke im Burgwardnetz […] also rund Dreisiebentel des Gaues groß, wobei er wegen sekundären Erweiterungen in Dohna [...] die drei Burgwarde Niederwartha/Woz, Briesnitz und Pesterwitz als normgebende Beispiele ansieht. Diese Theorie ist insofern inkonsequent, als dass dann auch der Burgward Dohna auf die normgebenden Beispiele verkleinert werden müsste, woraufhin die Lücke eher Vierachtel oder gar Fünfneuntel des Gaues groß wäre.
Unter der Voraussetzung eines frühdeutschen Burgwards Dohna lag auch das Gebiet der hochmittelalterlichen Stadtgründung Dresdene in dieser Lücke im frühdeutschen Burgwardnetz. Es wird der Verfall und die völlige Einebnung von zwei Burgwällen für den zentralen Bereich von Nisan im Einzugsbereich des Kaitzbaches zwischen den Burganlagen in Coschütz und in Lockwitz vermutet.
Wahrscheinlicher ist der Schutz von Dresdene und Zentral-Nisan allerdings durch einen oder mehrere abgegangene slawische Burgwälle.

## Geschichte

### Slawisierung und Böhmisches Niederland

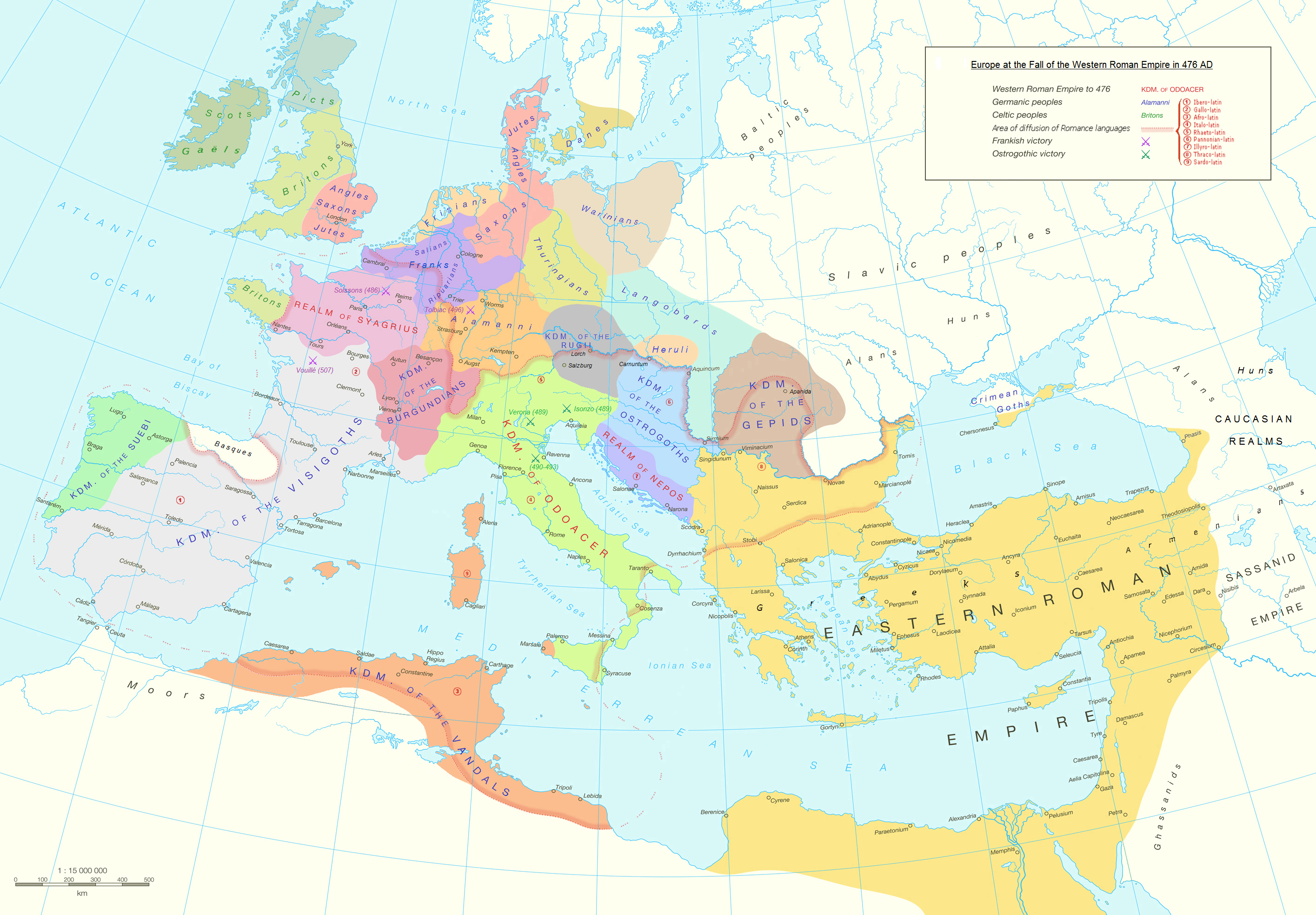
Europa im Jahr 476.

Beim Einsetzen der mitteleuropäischen Frühgeschichte durch die ersten römischen Schriftzeugnisse über Germanen und Kelten außerhalb des Römischen Reiches war der Elbtalkessel germanisch besiedelt, wahrscheinlich durch den suebischen Stamm der Semnonen und im 5. Jahrhundert durch die ebenfalls suebischen Hermunduren. Er stand damals unter dem Einfluss der römischen Wirtschaft wie auch der römischen Kultur. Am Ende des 5. Jahrhunderts bildete die Region möglicherweise die Ostgrenze des Königreiches der Thüringer, das 531 dem Frankenreich militärisch unterlag.
In Dresden-Nickern wurden 1897 zwei Germanengräber entdeckt. Das auf um 550 datierte Männergrab und das auf das letzte Drittel des 6. Jahrhunderts datierte Frauengrab wurde den Langobarden zugeordnet und sogar eine Straße in der Nähe des Fundortes Langobardenstraße genannt. Die eindeutige Zuordnung der Funde zu den Langobarden wird in der neueren Forschung allerdings bezweifelt. Andere Historiker meinen, dass die Langobarden durchaus teilweise im schönen Elbkessel, einem bevorzugten vor- und frühgeschichtlichen Siedlungsgebiet, sesshaft geworden sein könnten, denn noch am Ende des 6. Jahrhunderts sind auf dem Gebiet der Dresdner Neustadt (ehemaliger Kohlmarkt) kulturelle Berührungen zwischen den nachrückenden Slawen (Elbsorben, Nisaner) und Germanen (vermutlich die Langobarden vom Anfang des 6. Jahrhunderts) belegt. Die Langobarden zogen von ihren Wohnsitzen an der Unterelbe um Bardowieck (Langobarden = Bardo...) nach Pannonien über das Tullnerfeld entweder durch den Elbtalkessel nur durch oder siedelten zum Teil sogar eine Zeit lang hier. Da der Durchzug nach neueren Forschungsergebnissen eher am Beginn als am Ende des 6. Jahrhunderts stattfand, führte diese chronologische Diskrepanz dazu, dass die Zuordnung der Gräber zu den Langobarden in Zweifel gezogen wurde.
562, 566 und 571 drang das asiatische Reitervolk der Awaren bei Kämpfen gegen das fränkische Reich unter König Sigibert I. bis an die Mittelelbe und zuletzt bis nach Thüringen vor. In Nisan zeugt das Awarengrab in Dresden-Stetzsch von diesen Ereignissen. Das Frankenreich wurde nach einer schweren militärischen Niederlage im Jahre 566 den Awaren tributpflichtig. Das byzantinische Reich zahlte den Awaren schon seit 558 Tribut, betrachtete diese aber trotzdem als ihre Foederaten. Die Awaren ließen sich wie vor ihnen bereits die Reitervölker der Jazygen und Hunnen nach der Vernichtung der Gepiden und dem Abzug der Langobarden nach Italien 568 in der Pannonischen Tiefebene im heutigen Ungarn nieder, dem westlichsten Ausläufer der Eurasischen Steppe. Mit dieser Landnahme endete die Zeit der klassischen Völkerwanderung.

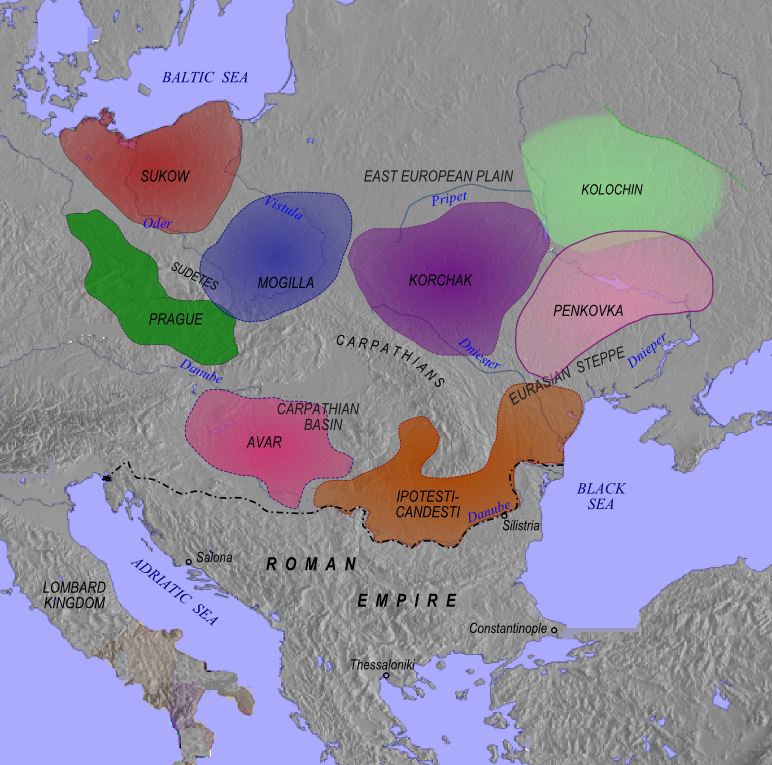
Gruppen der Prag-Kortschak-Kultur und benachbarte Kulturen im 7. Jahrhundert.

Um 600 oder gleich Eingangs des 7. Jahrhunderts breitete sich nach archäologischen Funden das slawische Kulturmodell in Form der Prager Kulturgruppe mit zum Teil eingetieften Grubenhäusern aus glatten Nadelholzstämmen, schmucklosen, handgefertigten Tongefäßen und Brandbestattungen in Urnen auch an der Elbe und Saale aus. Der Elbtalkessel (das spätere Nisan) wurde von Böhmen aus zuerst besiedelt. Die Kultur dort stammte demzufolge aus Böhmen.
Die expansive Slawisierung begann mit der Prag-Kortschak-Kultur um 500 im Raum zwischen Bug und mittlerem Dnepr, wo zuvor schon die Bildung der slawischen Sprache stattfand. Diese Topogenese erklärt auch die slawischen Traditionen, welche in der osteuropäischen Steppe und Waldsteppe entstanden sind.

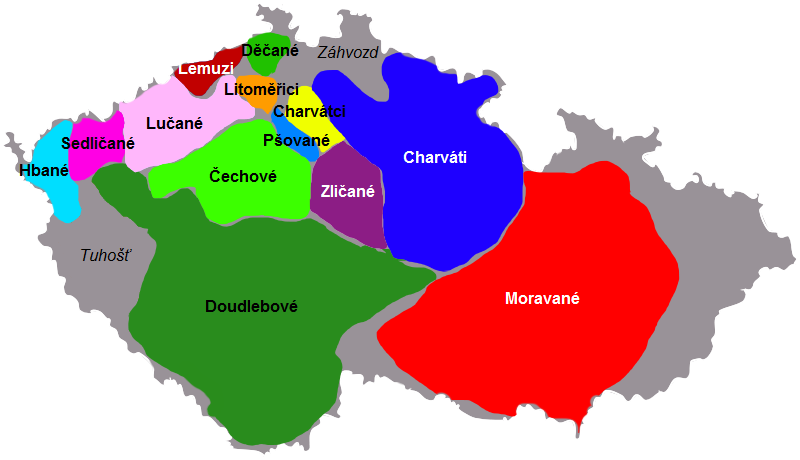
Die ehemaligen slawischen Stämme auf dem Gebiet der heutigen Tschechien: Tschechen (hellgrün), nördlich davon die Lutschanen (rosa), die Litoměřici (orange), die Lemuzi (dunkelrot) und die Děčané (dunkelgrün), nordwestlich die Sedlitschanen (lila), östlich die Pschowanen (hellblau) und die Chorvaten (dunkelblau) – das rote Gebiet im Südosten war von den Mährern besiedelt, das dunkelgrüne Gebiet im Südwesten von den Duleben

Der kulturelle Bruch mit einer Änderung der Sozialstruktur und der ethnischen Identität sowie die Ablösung des idealtypischen Charakters des Germanen durch den des Slawen ist durch archäologische Funde in Böhmen und Mähren bereits in der 2. Hälfte des 6. Jahrhunderts nachweisbar. Da solche grundlegenden Veränderung nur durch Zuwanderung und Assimilation erklärt werden können, geht die Geschichtswissenschaft von einer signifikanten Einwanderung von slawischen Kulturträgern in den Bereich von Elbe und Saale zu Beginn des 7. Jahrhunderts aus Böhmen über die Erzgebirgspässe aus.
Namen einwandernder Ethnien sind zeitgenössisch nicht überliefert. Nach dem De Administrando Imperio, einem Werk des byzantinischen Kaisers Konstantin Porphyrogennetos (905–959), gehörte Nisan im Übergangsraum zwischen Böhmen und Sachsen zu dem Territorium Boiki, dem Land der Weißen Serben. Boiki lehnt sich sprachlich an Böhmen an und umfasste nach überwiegender Forschungsmeinung in etwa das nördliche Gebiet der Prager Gruppe an Ober- und Mittellauf der Elbe.
Die Ethnogenese der Nisaner erfolgte im neu erschlossenen Siedlungsraum des Elbtalkessels nach der Landnahme der Einwanderer unter Einschluss der nach der Völkerwanderung ansässig gebliebenen Gruppen. Auch die Einwanderer bildeten keine ethnische Einheit, sondern sie bestanden aus Gruppen und Leuten ganz unterschiedlicher polyethnischer Herkunft. Erst in Nisan entwickelte sich eine gemeinsame Identität, eine gemeinsame Sprache und ein Glaube an eine gemeinsame Kultur. Selbst die ethnische Bezeichnung der Nisaner richtete sich nun nach dem neu erschlossenen Gebiet. Der slawische Name nisan bezieht sich auf das im Verhältnis zu Böhmen niedrig liegende Land im Sinne von böhmisches Niederland. Die Assimilierung der höchstwahrscheinlich durch die Völkerwanderung ausgedünnten autochthonen Bevölkerung erfolgte ausweislich der archäologischen Befunde im Raum der Prag-Kortschak-Kultur innerhalb verhältnismäßig kurzer Zeit. Die Slawen verstanden sich dabei als Sloveni, als die Leute des Wortes oder als die Sprechenden und grenzten sich damit von den Stummen (némec) ab. Mit der Übernahme von Sprache und Gebräuche durch die autochthone Bevölkerung war deren Assimilation abgeschlossen.

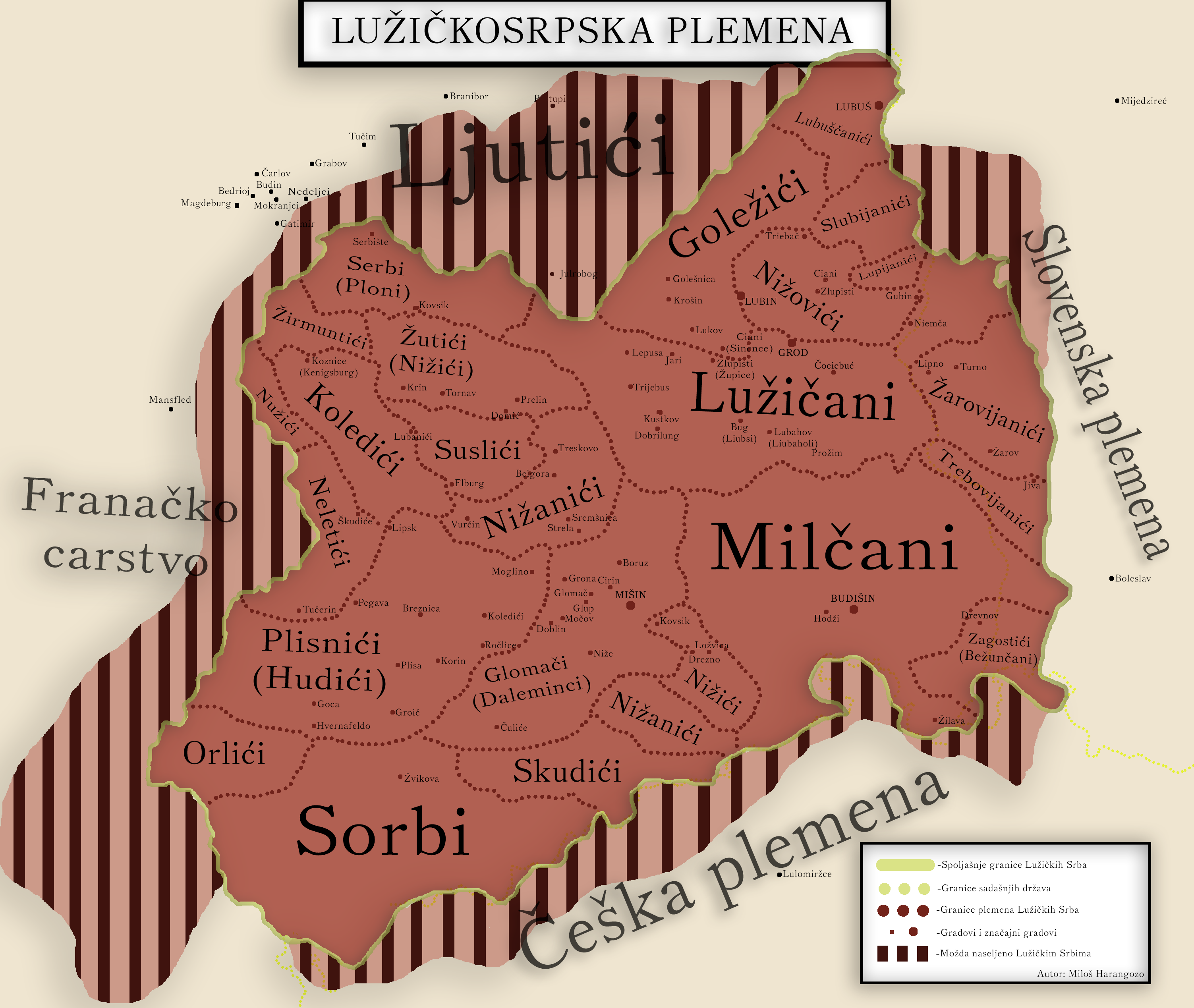
Nisan in den sorbischen Stämmen.

Eine dauerhafte Besiedlung von Nisan durch die Slawen ist demzufolge seit dem 7. Jahrhundert möglich, allerdings erst durch Funde aus dem 8. Jahrhundert belegt (zB der Grundriss eines eingetieften Hauses in Blockbauweise am Rande von Altmockritz mit slawischer Keramik des 8./9. Jahrhunderts). Die Historiker gehen dennoch von einer Besiedlung und Landnahmezeit der Dresdner Elbtalweitung ab dem 7. Jahrhundert nach ersten slawisch-germanischen Kontakten am Ende des 6. und Anfang des 7. Jahrhunderts aus (zB auf dem Gelände des späteren Neustädter Kohlmarktes).
Zu Beginn der Besiedlung nach dem slawischen Kulturmodell wird von einer Unterstellung unter die pannonischen Awaren ausgegangen, welche die Slawen als Hilfsvölker gewonnen oder unterworfen hatte. In den 620er Jahren wurden die elbslawischen Stämme der surbi von dem Fürsten Derwan regiert, der sich dem wieder erstarkten fränkischen Reich unterstellt hatte. 631 erlitten die Franken unter Dagobert I. eine empfindliche Niederlage bei dem Versuch, das 623 oder 624 entstandene Reich des Samo zu besiegen. Samo regierte von Mähren aus die umliegenden Gebiete, so auch Böhmen. Nach dieser erneuten Schwäche des fränkischen Reiches schloss sich Derwan dem Reich des Samo an. Dieses erste slawische Staatsgebilde zerfiel nach dem Tod des Samo 658.
In der zweiten Hälfte des 9. Jahrhunderts greifen die mittelböhmischen Přemysliden in ihrer Außenpolitik immer weiter nach Norden aus und dominierten auch das Gebiet Nisan. Diese Entwicklung wird durch den Anschluss von Böhmen an das damals mächtige Altmährische Reich (auch: Großmährisches Reich) in den Jahren 888 bis 890 überlagert und forciert. Manche Historiker halten bereits den ersten geschichtlich fassbaren Böhmenherzog Bořivoj I. für einen vom altmährischen Herzog Svatopluk I. seit (etwa) 867 eingesetzten Vasallen.

#### Bayerischer Geograph
Bei dieser Aufzählung der Völker im Osten und Norden des Fränkischen Reiches folgen auf die Sorben und Daleminzier das Volk der Böhmen und dann die Mährer. Einige Historiker schlugen deswegen Nisan zu Daleminzien, andere zu Böhmen. Gerhard Billig sieht die Möglichkeit, daß man … eine kleinere Landschaft einfach unterschlagen und nicht erfaßt hat. Infolge der Besiedlung aus südöstlicher Richtung, der kulturellen Orientierung in südöstliche Richtung, der Benennung von Nisan als „Niederland (von Böhmen aus gesehen)“, der historischen Situation sowie der altsorbischen Quellen bestand eher ein Zusammenhang von Nisan mit Böhmen als mit Daleminzien. Das Weglassen am Ende des 9. Jahrhunderts beruht wahrscheinlich auf diesem Zusammenhang.

### Nisan angeblich in der Verfügungsgewalt von Otto dem Großen 971
965 wurde nach dem Tod von Markgraf Gero wahrscheinlich mit dem Aufbau einer neuen Markenstruktur mit Markgrafen in Merseburg, Zeitz und Meißen (968 belegt) begonnen. 968 folgte die Gründung des Erzbistums Magdeburg mit Bistümern auch in diesen Markgrafenorten (Bistum Merseburg, Bistum Zeitz und Bistum Meißen).
971 übergab gemäß einem Diplom Kaiser Otto der Große in Ravenna den Zehnten aus dem Gau Nisan an das Hochstift Meißen:
Otto schenkt der Kirche von Meissen unter Bischof Folchold mit Wissen und Zustimmung seines Sohnes des (Mit)Kaisers auf dessen und auf seiner Gemalin Adelheid Fürbitte den Zehnten alles Tributes von Honig, Pelz, Silber, Sklaven, Schweinen, Getreide und von der „uberchoufunga“ aus den Provinzen Dalaminza, Nisane, Diedesa, Milzsane und Lusiza, mit der Bestimmung, dass diese Quote vor der Teilung zwischen dem Fiskus und dem Grafen an den Bischof abzuführen sei.
Wie bei vielen Urkunden zugunsten kirchlicher Institutionen ist auch dieses Diplom unzuverlässig und damit kein Beweis für eine deutsche Herrschaft über Nisan. Die Monumenta Germaniae Historica führen aus:
Dazu kommt dass die zahlreichen Mängel und Fehler dieses Elaborates auch unter Annahme späterer Entstehung nicht in günstigem Licht erscheinen. […] In diesem eingeschränkten Sinne werden auch wir von einer Originalausfertigung reden dürfen, ohne uns zu verhehlen, dass bei einem solchen Vorgange das Diplom für sich allein allerdings keine volle Bürgschaft dafür darbietet, dass was Folchold hier niederschreiben liess auch genau der Willensäußerung der Kaiser entsprach.
In diesem Zusammenhang fällt auch eine gefälschte Papsturkunde (angeblich von Papst Johannes XIII.) auf das Jahr 968 gefertigt. Tatsächlich entstammt diese Bestätigung der Gründung des Bistums Meißen und seiner Grenzen einem Transsumpt der Bischöfe Dietrich II. von Naumburg (auch: von Meißen) und Heinrich II. von Merseburg (auch: von Waren) zum Jahr 1250. Gleichzeitig mit dieser Urkunde wurden zwei weitere auf die Jahre 968 und 996 gefertigte Diplome transsummiert, welche ebenfalls diese Grenzbeschreibung ausführen.
Außer diesen fraglichen Gebiets- und Zehntansprüchen der Meißner Bischöfe gibt es keinerlei frühdeutsche Nachrichten über Nisan aus dem 10. Jahrhundert, die einzige zeitgenössische Erwähnung stammt aus der Chronik des Thietmar von Merseburg, welche von 1012 bis zu Thietmars Tod 1018 entstand. Hier findet sich der erste Eintrag zu 984. Der Dresden-Spezialist Fritz Löffler lehnte deswegen alle Erwähnungen von Nisan im 10. Jahrhundert durch deutsche Quellen als ahistorisch ab.
Eine weitere Aktivität der Ottonen im Gau Nisan ist zu dieser Zeit nicht feststellbar. Die 929 gegründete Grenzburg Meißen ging bereits 936 infolge des Todes von König Heinrich I. wieder dauerhaft verloren. Ausschlaggebend waren nicht nur die Nachfolgestreitigkeiten unter den Ottonen, sondern auch, dass viele Slawen lediglich Heinrich I. ihre Loyalität geschworen hatten. Selbst Markgraf Gero vermochte es mit aller Macht nicht, diese Loyalität bis hin nach Meißen, geschweige denn nach Budissin (das Land um Bautzen) oder Nisan, durchzusetzen. Spätestens ab 984, wenn nicht schon lange davor, gehörte Nisan eindeutig zu Böhmen.

### Nach dem Verlust von Meißen an Böhmen im Juni 984

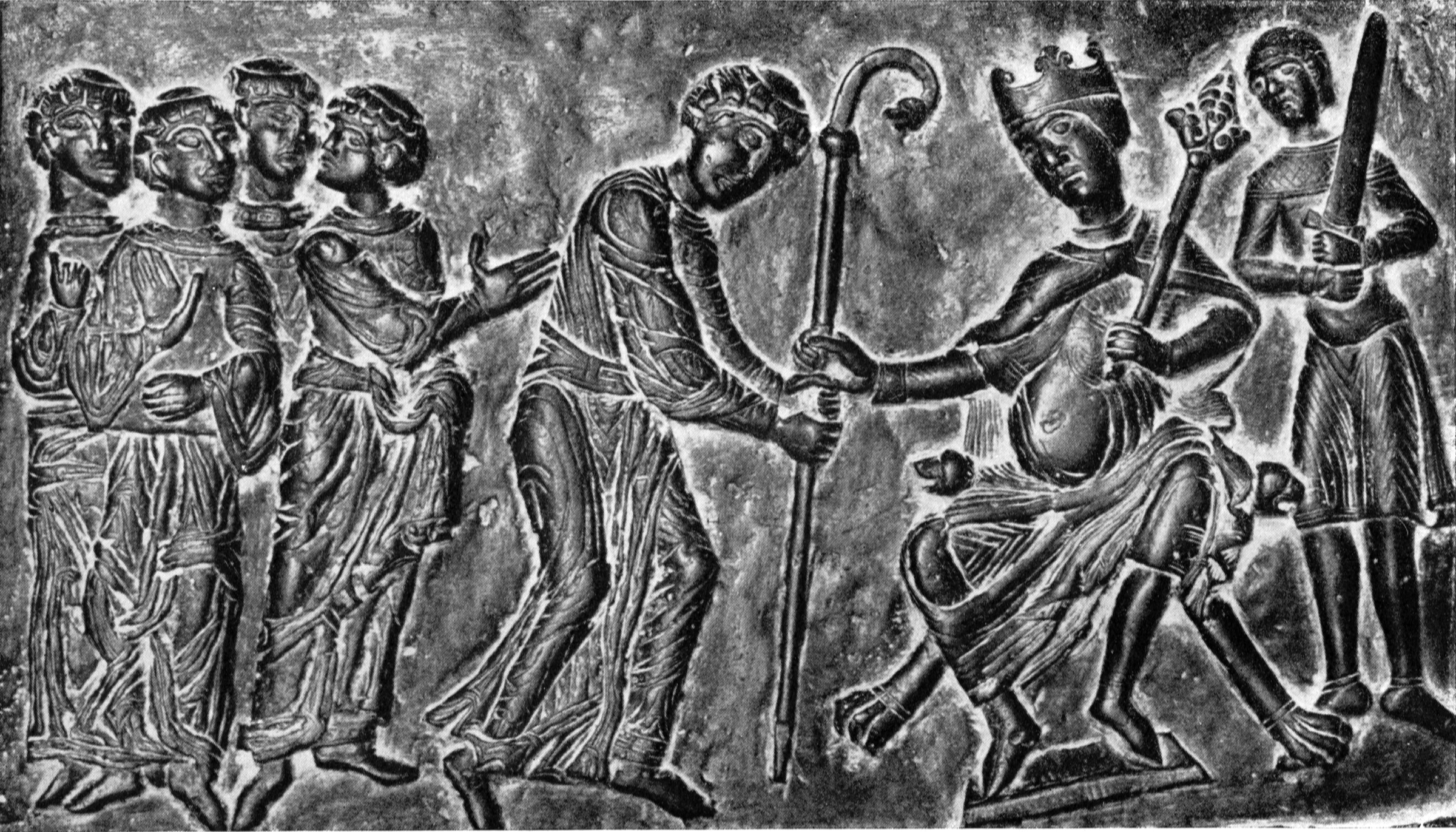
Kaiser Otto II. übergibt Adalbert von Prag den Bischofsstab

983 brach nicht nur der Große Slawenaufstand aus, sondern durch den Tod von Kaiser Otto II. am 7. Dezember 983 in Rom auch ein erneuter Machtstreit zwischen den Ottonen. Der Bayernherzog Heinrich der Zänker, Neffe des Kaisers Otto I., versuchte die Nachfolge an sich zu bringen, was allerdings erst seinem Sohn Heinrich II. eine Generation später gelingen sollte. Der Zänker erkaufte sich die Unterstützung des Böhmenherzogs Boleslav II., indem er ihm unter anderem (nach Thietmar im Juni 984) zum Besitz der Burg Meißen verhalf. Selbst wenn es dort eine deutsche Herrschaft um 968/971 gegeben haben sollte, geriet damit Nisan nach nur rund 13, höchstens 16 Jahren erneut in den Machtbereich von Böhmen, in welchem es mit kurzen Ausnahmen (1113 und eventuell 1040) bis 1142 verblieb.

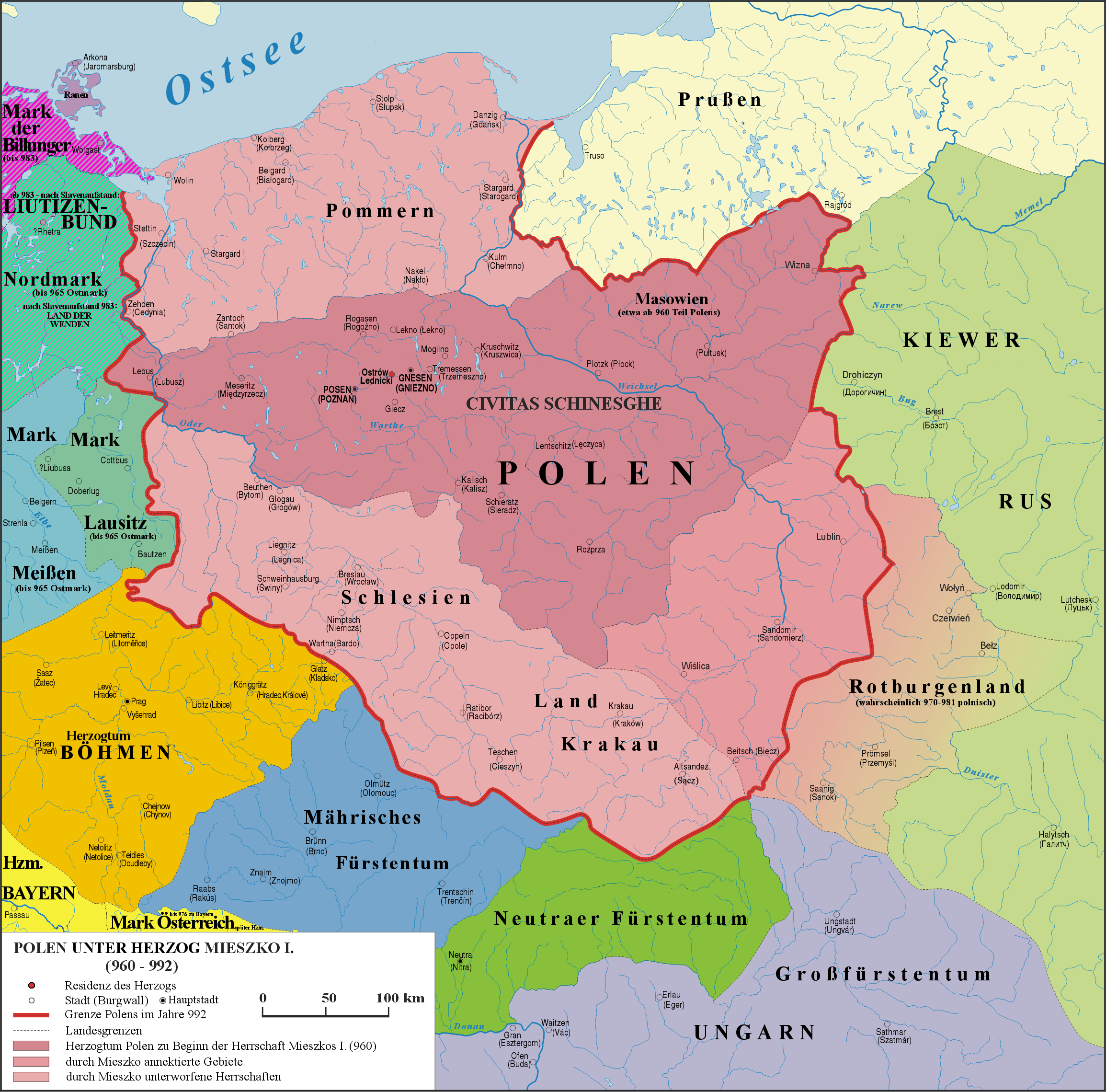
Polens Expansion von 960 bis 990

990 erfolgte die Verlegung der Böhmischen Akademie von Krakau nach Nisan in diese damals ebenfalls periphere Randlage des Bistums Prag. Eine Verlegung ins böhmische Zentrum oder gar nach Prag war ausgeschlossen, da Papst Benedikt VI. im Jahre 973 ein Bistum Prag nur als lateinische Gründung genehmigt hatte. Erster Bischof von Prag wurde von 976 an Thietmar, ein Sachse, der als milde und gerecht sehr beliebt war. Sein Nachfolger ab 983 (bis 996) wurde der Slavnikide Adalbert von Prag, der einen hohen Reformeifer für die römisch-katholische Kirche mitbrachte und zeitweilig selbst in Rom im Kloster St. Bonifacius und Alexius auf dem Aventin lebte. Auf diese Zeit geht sicher auch die Sage zurück, Adalbert hätte in der Dippoldiswalder Heide eine Zeit lang als Einsiedler gelebt. Die böhmische Akademie befand sich seit 886 in Krakau, von wo sie 990 durch die Annexion Schlesiens und Wislaniens durch den Polenherzog Mieszko I. vertrieben worden war. Sie entstand als eine der Nachfolgeeinrichtungen der 863 gegründeten Großmährischen Akademie etwa zeitgleich mit der Schule von Pliska (ab 893: Schule von Preslaw) und der Schule von Devol (ab 893 Schule von Ochrid). Als Standort der Großmährischen Akademie wird die Burg Devín bei Bratislava vermutet.

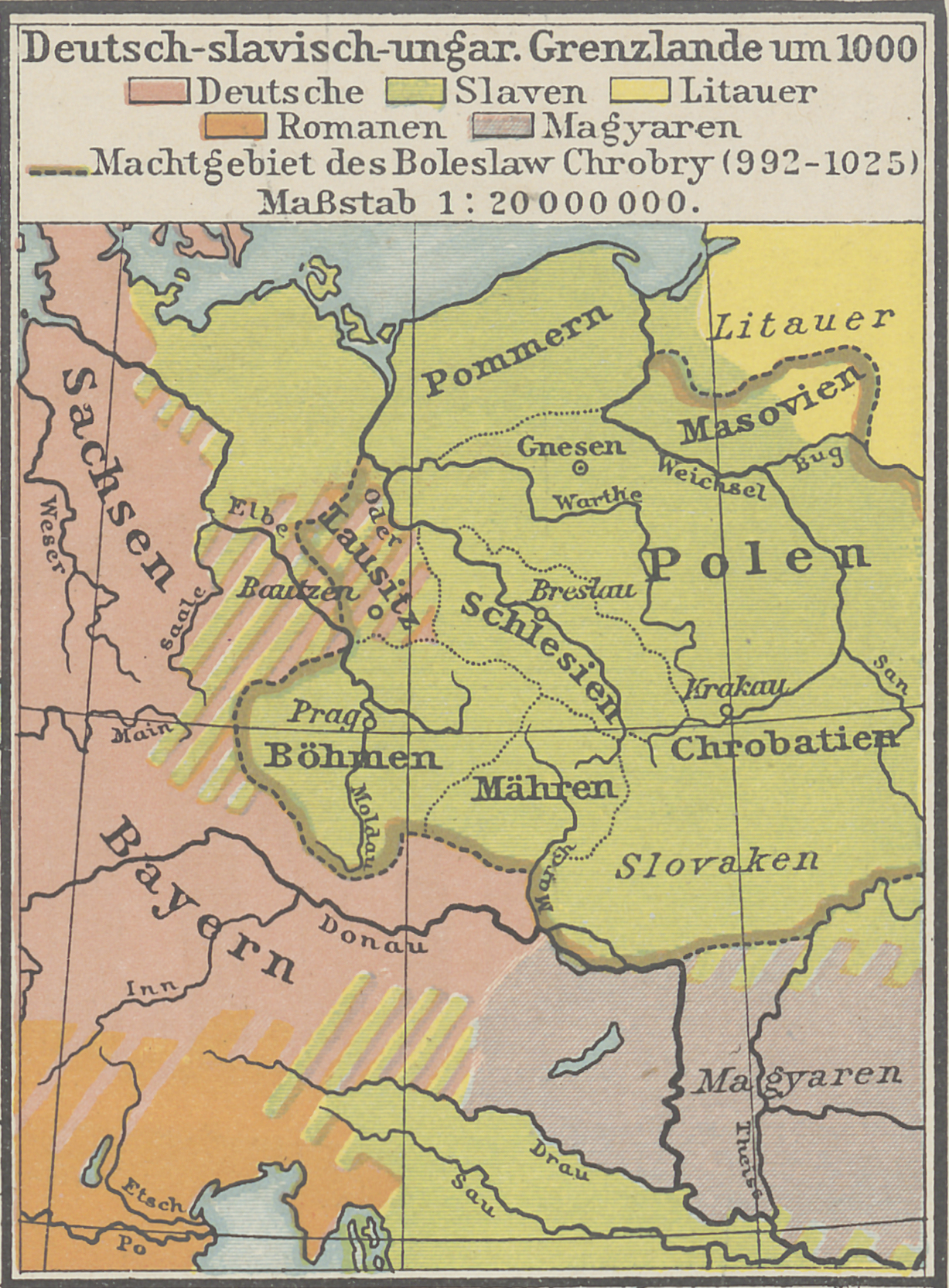
Großpolen 1003/04

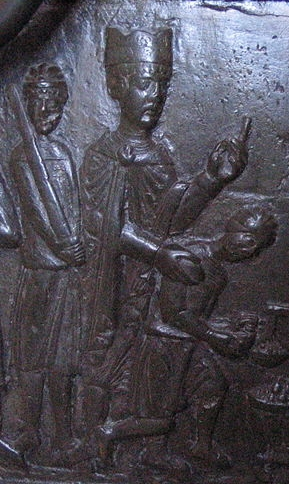
Bolesław I. Chrobry (der Tapfere)

Im März 1003 übernahm der (spätere) polnische König Bolesław I. Chrobry (der Tapfere) die Herrschaft über Böhmen und damit auch über Nisan. 1004 zog der deutsche König und spätere Kaiser Heinrich II. in der Nähe von Nisan an der Elbe Schiffe zusammen, wobei es unter Historikern Streit über die Lage dieses Nisan gibt. Dem Kaiser gelang es noch gleichen Jahres, Bolesław zur Aufgabe von Böhmen zu bewegen. Die Schiffe dienten lediglich als Ablenkungsmanöver für den Passübergang von Heinrichs Heersäulen über das Erzgebirge.
Am 19. Juli 1013 wurde erstmals eine Ortschaft im Gau Nisan erwähnt. Heinrich II. schenkte nach sehr schädigenden feindlichen Verwüstungen dem Bistum Meißen, das nahezu alles verloren hatte, sechs Dörfer, darunter Brochotina cethla (Brockwitz) in Niseni. Die Ortsnamen wurden offenbar in dafür in dem Diplom gelassene Lücken später nachgetragen. Hierbei handelt es sich um die einzige Erwähnung von Brockwitz als dem Gau Nisan zugehörig. Siedlungsgeographisch und nach den slawischen Quellen gehörte Brockwitz ursprünglich und auch später wieder zu Glomaci (Daleminzien). Das Dorf liegt westlich des Flaschenhalses, welcher durch frühgeschichtliche Wälder und frühgeschichtliche Rodungsflächen die Gaue Nisan und Glomaci voneinander trennte, aber leicht östlich von Meißen. Offenbar hatte die Gründung der frühdeutschen Grenzburg Meißen hier eine neue Grenzsituation geschaffen. 1013 scheint Heinrich II. nur über das kleine Gebiet westlich des Flaschenhalses in unmittelbarer Nähe der Burg Meißen verfügt zu haben. Gerhard Billig geht von einer (Rück)Verschiebung der Gaugrenze von Sörnewitz/Batzdorf in Richtung Südosten bis nach Kötitz/Gauernitz bereits im 11. Jahrhundert aus.
Am 8. Juli 1015 sammelte Heinrich II. in Sclanisvordi sein Heer zum Polenfeldzug, fiel in die Mark Lausitz ein und ging am 3. August 1015 bei Krossen über die Oder. Dieser Krieg gehörte zu dem seit Heinrichs Regierungsantritt 1002 offenen Konflikt mit Bolesław Chrobry. Am 1. September 1015 begab sich das bis dahin erfolglose Heer auf den Rückmarsch durch sumpfiges Gelände, wobei die Nachhut unter der Führung des Erzbischofs Gero von Magdeburg, des Markgrafen Gero II. und des Pfalzgrafen Burchard in einen polnischen Hinterhalt geriet und aufgerieben wurde. Markgraf Gero II., Graf Folkmar und zweihundert Ritter fielen, die anderen wurden fast alle gefangen. Lediglich Erzbischof Gero und der verwundete Pfalzgraf konnten mit Mühe entkommen und dem Kaiser die Niederlage melden. Erst in Strehla an der Elbe entließ der zurückweichende Kaiser den Markgrafen Hermann von Meißen mit dem Auftrag, die Burg Meißen gegen die nachrückenden Polen zu verteidigen, und floh weiter in das sichere Merseburg. Am 13. September 1015 überschritten sieben polnische Heerhaufen die Elbe und schlossen die Burg Meißen ein, wobei die gesamte meißnische Umgebung bis hin nach Jahna verwüstet wurde. Die Meißner Unterstadt und -burg wurden nach dem Rückzug der sorbischen Wetenici in die obere Burg von den Polen geplündert und in Brand gesteckt. Auch die Oberburg hatte bereits an zwei Stellen Feuer gefangen und konnte nur mit größter Anstrengung gehalten werden. Am 14. September 1015 zog sich das polnische Heer über die stark anschwellende Elbe vor dem heranrückenden kaiserlichen Heerhaufen zurück. Es ist davon auszugehen, dass bei diesem Kriegszug auch das damals meißnische Brockwitz mit seiner Umgebung verheert wurde. Das unter böhmischen Einfluss stehende Nisan östlich des Flaschenhalses, also der Gau Nisan im ursprünglichen und späteren Sinne, hatte hingegen nicht unter dem polnischen Feldzug zu leiden. Die Lage für Meißen war damals so prekär, dass der am 20. Dezember 1015 in Leipzig verstorbene Meißner Bischof Eido I. nicht dort, sondern im Schutze des heiligen Magnus im heimatlichen Colditz begraben werden wollte. Eido hatte die Verwüstung und spätere Verödung von Meißen und des Meißner Domes befürchtet, einschließlich einer Schändung seines Leichnams.
Im September 1017 wurde Bresnice von den Truppen Heinrichs II. (des Heiligen) dem Erdboden gleichgemacht, alle Gefangenen wurden getötet. Die zu diesem Zeitpunkt mit dem christlichen Kaiser gegen den christlichen polnischen Herzog Bolesław I. Chrobry verbündeten heidnischen Liutizen nahmen nicht an der Verwüstung Nisans teil, weil sie einen alten Freundschaftsvertrag mit den Nisanern hatten (nach anderer Meinung hatten die Liutizen Heinrichs Heer bereits verlassen, weil ein als Feldzeichen mitgeführtes Bild ihrer Göttin von einem Deutschen durch Steinwurf beschädigt worden war. Der Kaiser entschädigt sie mit 12 Pfund). Es gibt auch die Ansicht, dass Heinrich Nisan nicht bereits bei seinem Durchzug von Böhmen nach Meißen verwüstet habe, sondern erst nach dem 19. September 1017, als die Polen auf Befehl ihres Herzogs Boleslaw in das Gebiet zwischen Elbe und Mulde eindrangen, das Land verwüsteten und mit mehr als 1000 gefangenen Hörigen abzogen. Wahrscheinlicher ist allerdings, dass der Verwüstungsfeldzug der Polen in Daleminzien eine Reaktion auf die Verwüstungen in Nisan war. Demgegenüber ist es auch unwahrscheinlich, dass in der damaligen strategisch sehr schwierigen Situation der Kaiser sich militärisch wieder zurückgewandt hatte. Die Böhmische Akademie Nisan wurde nach der Zerstörung Bresnices flussaufwärts an den Hafen von Nisan verlegt.
Auf anhaltendes Bitten von Bolesław I Chrobry wird auf Befehl von Kaiser Heinrich II. am 30. Januar 1018 der Frieden von Bautzen geschlossen. Die Unterhändler des Reiches sind Erzbischof Gero von Magdeburg, Bischof Arnulf von Halberstadt, Markgraf Hermann I. von Meißen, Graf Dietrich und der kaiserliche Kämmerer Friedrich. Sowohl das Reich als auch die Polen stellen hierzu ausersehene Geiseln. Der Gau Nisan bleibt wie bereits 1013 infolge der Schwäche des Reiches nach wie vor unter böhmischer Herrschaft.
1020 wurde als Folge des anhaltenden Friedens die erste Frauenkirche (noch in Holzbauweise) errichtet. Bei der Neugestaltung der Kirchendecke um 1580 wurde eine alte Jahreszahl (vermutlich 1020) zur „Fundation“ gefunden und das Alter mit „in die 560. Jahr“  angegeben. Eine Gründung der Kirche (um) 1020 sahen daher Chronisten des 17. und 18. Jahrhunderts als möglich an. Die Weihe der Kirche erfolgte am Festtag Mariä Geburt durch Přibislav (wahrscheinlich der Hofkaplan des böhmischen Herzogs Oldřich). Zugleich wurde eine Ikonenschule gegründet.
In den Jahren von 1039 bis 1041 errichtete der deutsche König Heinrich III. mit militärischen Mitteln eine erneute Lehnsherrschaft über Böhmen. Hierbei wurde 1040 die bedeutende Burg Dohna erstmals in einem deutschen Diplom erwähnt. In diesem Zusammenhang scheint diese Burg für kurze Zeit militärisch in den Machtbereich des deutschen Königs geraten zu sein, der sie vermutlich als Reichslehen an die Markgrafen von Meißen vergab. Kurze Zeit danach kam die Burg wieder unter die Vorherrschaft von Burggrafen aus Böhmen.
Spätestens wohl als Reaktion auf diese Militäraktion, vielleicht aber auch schon früher, baute das Herzogtum Böhmen Mitte des 11. Jahrhunderts die Burg Gvozdec im äußersten Westen von Nisan nahe Meißen auf. Der Besitz von Nisan war eine Voraussetzung bei der Lehensvergabe der Lausitzen an den böhmischen Herzog im Jahre 1075. Vratislav II. stand im Ringen vieler Herzöge mit Heinrich IV. auf Seiten des Königs. 1076 wurde deswegen die böhmische Grenzfeste Gvozdec durch den abgesetzten Meißner Markgrafen Ekbert II. zerstört, als der Böhmenherzog auch noch mit Meißen belehnt wurde.
Eine Königsurkunde des damals noch unmündigen Heinrich IV. vom 28. Oktober 1068 zu Rochlitz verfügte über Löbtau und den Burgward Bvistrizi. Entweder ist auch diese Urkunde unecht (so u. a. der bedeutende Diplomatiker Julius von Ficker, langjähriger Leiter der Regesta Imperii), oder die Besitzverhältnisse im Westen von Nisan änderten sich zeitlich wie räumlich rasant. Eine böhmische Burg Gvozdec im äußersten Nordwesten Nisans in der Nähe Meißens, welche 1076 zerstört und gleich wieder aufgebaut wurde, macht einen zeitgleichen meißnischen Besitz viel weiter westlich davon nahe der Weißeritz fraglich. In der Historizität ist Cosmas von Prag als glaubwürdiger einzuschätzen als eine Urkunde aus dem ehemaligen Stiftsarchiv zu Meißen zugunsten des Domkapitels zu Meißen, welches eine Vielzahl von Diplomen auf das 10. und 11. Jahrhundert gefälscht hat.
Nisan gehörte neben der Landschaft um Bautzen zur Mitgift der Tochter Judith des böhmischen Königs Vratislav II., als sie den Grafen Wiprecht von Groitzsch 1085 heiratete.

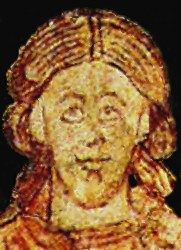
Vladislav I. († 1125)

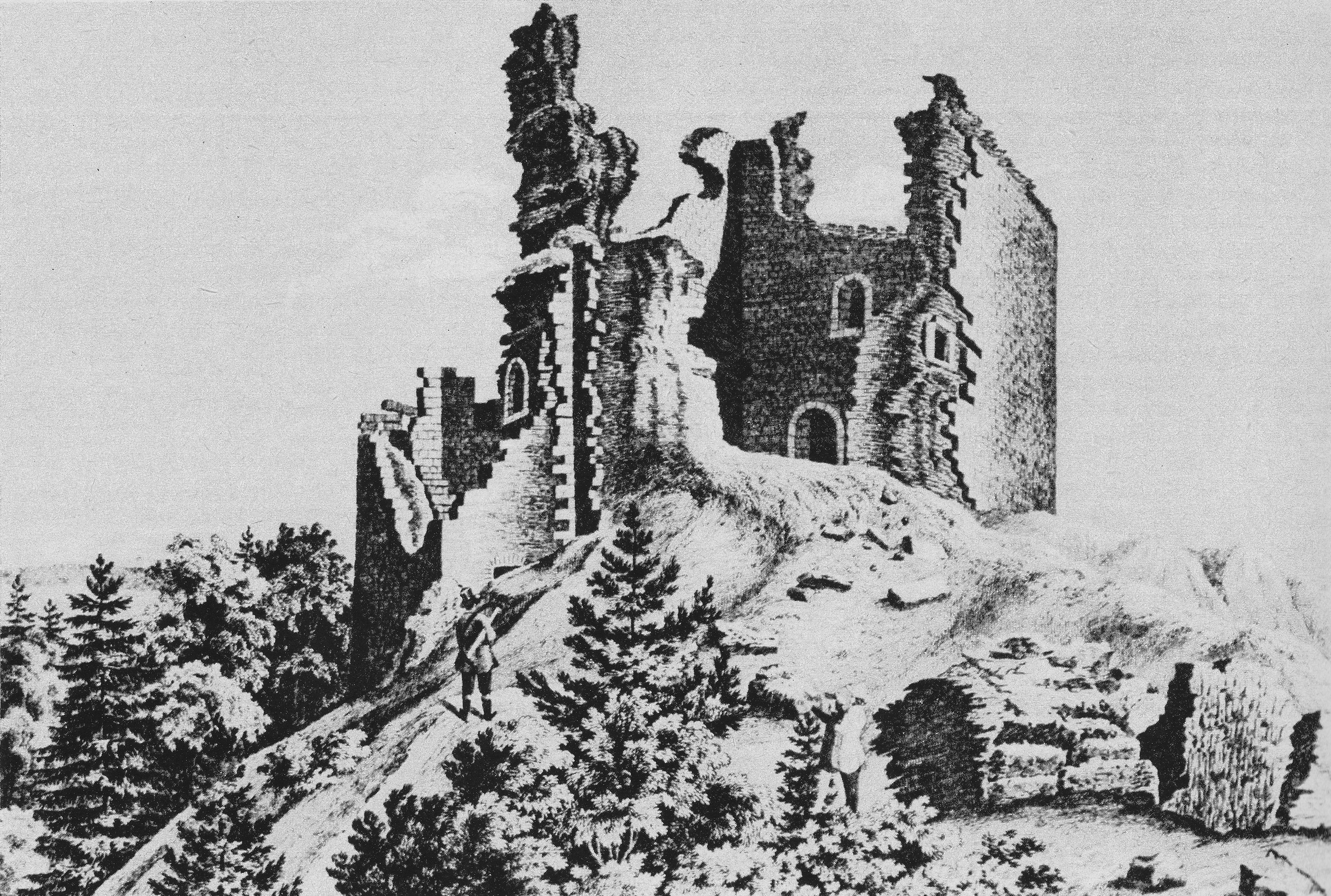
Böhmische Burg Přimda aus den 1120er Jahren (Stich von 1848)

Nach Wiprechts Tod im Jahr 1124 übernahm sein Sohn Heinrich von Groitzsch offiziell die Macht im Gau bis zu seinem kinderlosen Tod 1135. Danach fielen die formellen Rechte an Böhmen zurück. Die wichtige Burg Dohna blieb allerdings auch unter Graf Heinrich weiterhin in böhmischer Hand. 1121 hatte Vladislav I. das wohl um 1113 zerstörte Dohna wieder aufgebaut. Der böhmische Herzog Soběslav I. nutzte die periphere Lage des Ortes auch, um Konkurrenten um die Macht in Böhmen, darunter sogar Přemysliden, in der Burg Dohna einzukerkern, so 1126 Břetislav, Sohn Herzogs Břetislav II. und 1128 Konrad Lutold, Herzog von Znaim. 1123 sammelte sich der böhmische Heerbann bei der in der Nähe Meißens gelegenen böhmischen Burg Gvozdec ganz im Westen von Nisan, wahrscheinlich der später deutschen Burg Burg Woz, wahrscheinlich der heutige Burgberg Niederwartha. Von dort aus verheerten die Böhmen die Umgebung Meißens, zogen aber nach einem Waffenstillstand mit dem späteren Kaiser Lothar von Süpplingenburg wieder ab. Ursprünglich wollten die Böhmen ihrem verschwägerten Verbündeten Wiprecht von Groitzsch zu dessen vom Kaiser Heinrich V. verliehen Markgrafenamt in Meißen verhelfen, welches diesem durch die sächsische Adelsopposition unter dem Sachsenherzog Lothar in Verbund mit dem Wettiner Konrad dem Großen und dem Askanier Albrecht dem Bären verwehrt wurde. Wiprecht starb im Jahr darauf, Lothar errang schon 1125 die deutsche Königskrone.

Die Witwe Heinrichs von Groitzsch, Bertha von Gelnhausen, wurde letztmals 1137 erwähnt und verstarb kurz darauf ebenfalls kinderlos, so dass deren Leibgedinge in Nisan und der Landschaft Bautzen wieder an Böhmen fiel. Herzog Soběslav I. erwarb 1139 für 700 Mark Silber und den dritten Pfennig aus den Einnahmen der Burg Dohna einige Burgen aus dem Leibgedinge der letzten Ehefrau Wiprechts, Kunigundes von Weimar-Orlamünde, welche an ihre Tochter Kunigunde von Beichlingen gegangen waren. Damit hatte der Böhmenherzog sich die Herrschaft über Nisan gesichert.
Ebenfalls 1139 unternahm auch das Hochstift Meißen einen Vorstoß zur Ausdehnung seiner Macht nach Nisan, indem es beim Papst die Bestätigung von weiteren Besitzansprüchen beantragte. Erst am 29. Oktober 1131 hatte Innozenz II. der Stiftskirche alle Rechte und Güter, welche dieselbe besitzt oder künftig besitzt, bestätigt. Durch die damaligen Entwicklungen sah das Hochstift jetzt die Gelegenheit gekommen, weiter nach Osten in das benachbarte Nisan hinein zu expandieren und somit den Charakter von Meißen als ehemalige Grenzburg gegen den Osten aufzusprengen.
Innozenz II. stellte daraufhin am 27. Februar 1140 eine weitere Bestätigungsurkunde aus, welche ausdrücklich Cozebude, Jazelice, Hermanni villa, Bulsize und Nicradewice (alle in burgwardo Woz) aufführte. Außerdem wurden fünf Dörfer erwähnt, welche der slawische Edle Bor im Austausch bekommen hätte, die aber nach dessen Tod wieder an das Hochstift zurückgefallen wären. Zwei davon lagen im Gau Nisan: Luciwice (Leutewitz) und Wirnotine (Wüstung Wernten) in burcwardo Bresnice (Briesnitz). Hiermit hatte der Papst namentlich die Erwerbung von fünf Dörfern in der Provinz Nisanen durch Schenkung eines slawischen Edlen namens Bor und den Besitz zweier weiterer Dörfer sanktioniert. Zu diesem Zwecke wurde durch das Hochstift eine Urkunde zu 1071 gleich in doppelter Ausfertigung gefälscht, welche angeblich von Bischof Benno stammen soll. Diese Fälschungen listen allerdings neben Gozebudi vier andere Orte in Nisan auf: Oicice, Grodice, Cinici und Luderuwice. Zusammen mit einer gefälschten Urkunde zu 1091, welche angeblich durch Heinrich IV. ausgestellt sein soll und u. a. Mocozice (in burgwardo Wosice) betrifft, erhebt damit das Bistum Meißen 1139 mindestens zwölf gefälschte Besitzansprüche allein im Gau Nisan. Vor diesem Hintergrund wird auch die Urkunde Heinrichs IV. vom 28. Oktober 1068 mit der Erwähnung von Livbitvwa … in pago Nisani in burchuuardo Bvistrizi (Löbtau im Gau Nisan im Burgward Bvistrizi) in Zweifel gezogen.
Es gibt auch Historiker, welche der Ansicht sind, dass auch die Papsturkunde von 1140 genauso gefälscht ist wie die Königsurkunden auf das 11. Jahrhundert, um dem Bistum Meißen Vorteile beim Rechtsstreit vor dem König mit dem Markgrafen von Meißen zu verschaffen. Die Datierung würde sich dann zwar nur um vier, aber entscheidende Jahre ändern, und fast sämtliche urkundlichen deutschen Belege zu Nisan würden in die Zeit nach dem Übergang von Nisan an den deutschen König und die Verlehnung an die Markgrafschaft Meißen 1142/1143 fallen. Für diese These spricht auch das Fehlen jeglicher frühdeutscher Gaugrafen für Nisan, wie sie beispielsweise für Chutizi bereits seit dem 10. Jahrhundert überliefert sind.

### Übergang Nisans von Böhmen an Konrad III. 1142

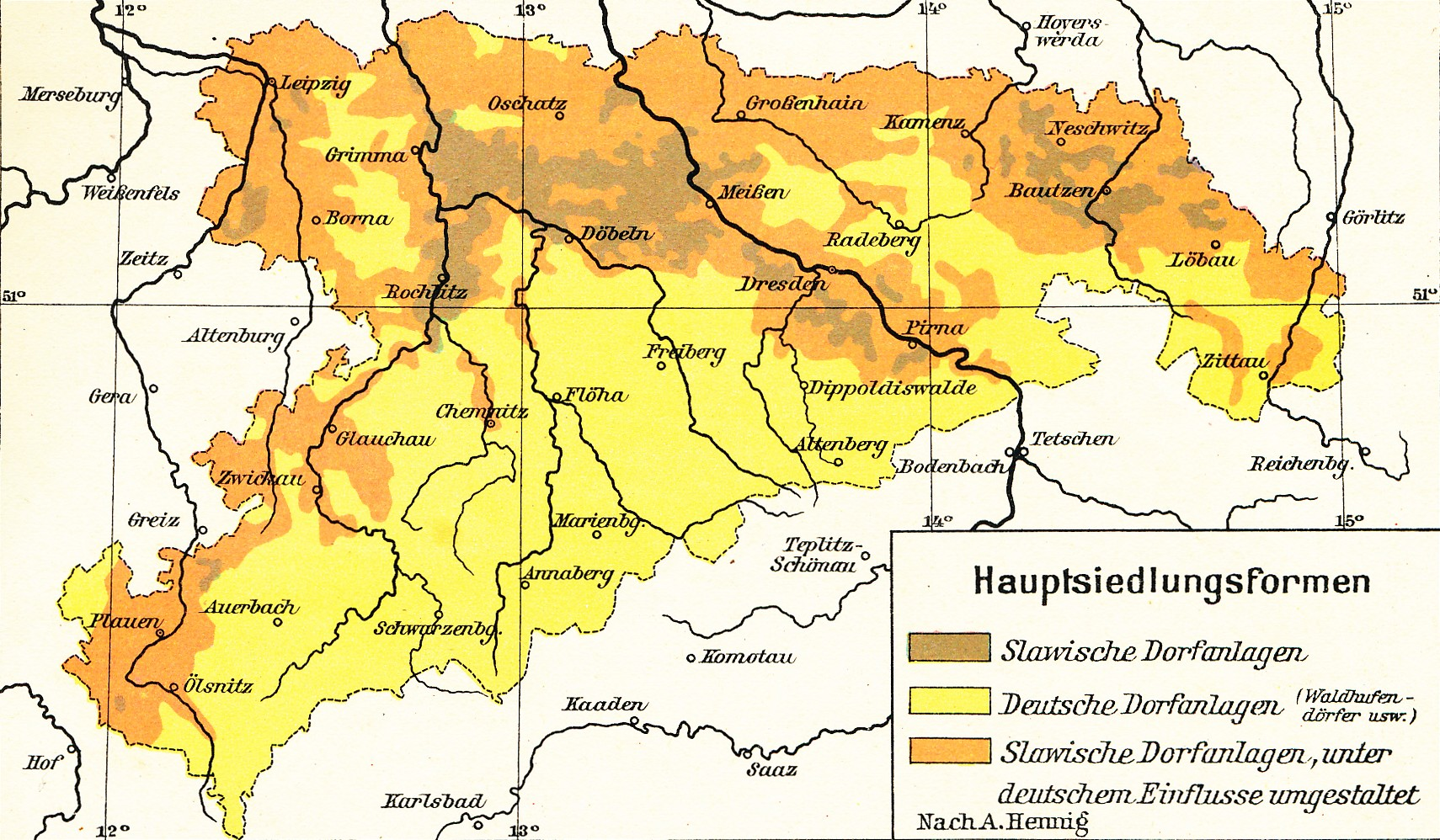
Slawische und deutsche Dorfanlagen in Nisan und Sachsen (Forschungsstand vor 1930)

1142 stellte Konrad II. von Znaim (Znojmo) ein Heer mit aufständischen Mährern und weiteren Přemysliden auf und marschierte damit in Böhmen ein. Am 25. April 1142 kam es am Hügel Vysoká in der Nähe des heutigen Kuttenbergs (Kutná Hora) zu einer Schlacht, in welcher der böhmische Herzog Vladislav II. zwar obsiegte, aber durch Verrat in den eigenen Reihen zum Rückzug in das sichere Prag gezwungen wurde. Völlig verunsichert, überließ er die Verteidigung Prags seinem jüngeren Bruder und Stellvertreter Děpold (Dippold) und flüchtete in einem Gewaltritt zu seinem Lehnsherrn König Konrad III. nach Würzburg, nach anderen Meinungen zum Hoftag im Mai 1142 nach Frankfurt. Mit ihm flüchteten auch Bischof Heinrich Zdik von Olmütz und comes Velislav. Für den erbetenen und dann auch erfolgreich geleisteten militärischen Beistand trat der Herzog unter anderem den Gau Nisan an den König ab. Dieser gliederte 1143 den Gau wieder in die Markgrafschaft Meißen ein.

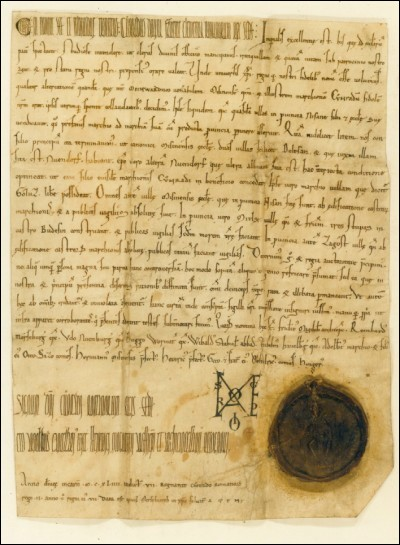
Königsurkunde von 1144

Sofort brachen Streitigkeiten über die Grundherrschaften, Bauverpflichtungen und Wachdienste im westlichsten Teil von Nisan zwischen Meinward, dem verehrten Meißner Bischof, und Konrad, unserem treuen und hochangesehenen Markgrafen aus, welche mit einer Königsurkunde von 1144 geschlichtet werden mussten. Im östlichen Teil installierte der König eine Burggrafschaft.

#### Bischöflicher Landesausbau
Das Hochstift Meißen hatte sich bereits spätestens 1139 (jedoch noch nicht 1131) um den Erwerb und Besitz von Ortschaften in der Nachbarschaft Meißens im äußersten Westen Nisans bemüht. Nach anderer Meinung, welche auch die Papsturkunde von 1140 als zweifelhaft ansieht, erfolgten die Bemühungen erst 1142/1143, als der Gau Nisan an den deutschen König übergegangen war.
Durch eine Papsturkunde von 1140, eine Königsurkunde von 1144 sowie zahlreiche auf das 11. Jahrhundert gefertigte Fälschungen brachten sich die Meißner Bischöfe um diese Zeit in den Besitz der Ortschaften Leuteritz, Leutewitz, Wernten (Wüstung), Roitzsch, Zschon (Wüstung), Mobschatz, Polst (Wüstung), Cossebaude, Naundorf, Nausslitz und Döltzschen.
Eine Sonderstellung nimmt die Ortschaft Hermanni villa (Hermsdorf) ein. Während einige Historiker diesen Ort als Beweis für einen deutschen Landesausbau bereits vor 1139/1140 sehen, bewerten andere Historiker die Erwähnung dieses Ortes in dem Diplom von 1140 als ahistorisch und somit eher als einen Beweis dafür, dass auch diese Papsturkunde von den Meißner Bischöfen gefälscht wurde.
Der Burgward Briesnitz befand sich noch bis 1223 in weltlichem Besitz und wurde damals in einem Wettiner Hausmachtfeldzug durch den Thüringer Landgrafen Ludwig IV. (verheiratet mit der heiligen Elisabeth) zerstört und nicht wieder aufgebaut. Die Zeit der Burgwarde war zu dieser Zeit längst zu Ende. Bereits Ende des 12. Jahrhunderts war Briesnitz Sitz eines Archidiakons für Nisan geworden.

#### Burggräflicher Landesausbau
Der weitaus größte Gebietszuwachs entfiel auf die königlichen Territorien, welche in der Burggrafschaft Dohna zusammengefasst wurden.
Erstmals nachgewiesen ist ein Burggraf Heinrich I. von Dohna im Jahre 1156.
Nach Ansicht einiger Historiker wurden die Burggrafen um 1173 durch Kaiser Friedrich I. „Barbarossa“ beauftragt, Dresden und die erste Dresdner Elbbrücke zu planen. Dies bleibt fraglich, da die Zölle im Besitz der Dohnas (Dresdener Zoll und Königsbrücker Zoll) erst in den 1430er Jahren in deren Besitz gelangten und es sich dabei eher um einen Geleitzoll handelte als um einen Brückenzoll.
Nach anderer Ansicht hängt der Brückenbau mit den Silberfunden in Freiberg 1168 zusammen, wonach der Markgrafen von Meißen sowohl den Bau der ersten steinernen Frauenkirche noch vor 1170 und den Brückenbau kurze Zeit darauf veranlasste. Heinrich der Erlauchte war (kurz) vor 1288 erster bekannter Inhaber des Patronatsrechtes über die Frauenkirche. Dieses Recht muss aber nicht zwingend 1170 bei den Markgrafen gelegen haben, nach anderer Meinung lag es bei den Bischöfen von Meißen. Auch ist der Zusammenhang zwischen dem Silberfunden in Freiberg und dem Brückenbau nicht zwingend.
Eine dritte Ansicht lässt den Brückenbau von den Kaufleuten ausgehen, welche schon vor der Stadtgründung Dresdens einen Markt mit Siedlung am Ort der späteren Brodbänke unterhielten und möglicherweise auch die Nikolaikirche, die spätere Kreuzkirche, noch vor der Stadtentstehung zumindest als Holzkirche gründeten. Auch in diesem Falle ist ein Impuls durch das Freiberger Berggeschrey ab 1168 denkbar. Kongruierend hierzu wurde die Akademie Nisan 1169 aufgelöst und lediglich als Schule in Kayticz fortgeführt. Unterstützung findet diese Ansicht durch die spätere Verbindung der Kreuzkirche mit dem Dresdner Brückenamt, welche bis in das 19. Jahrhundert andauerte. Erst 1837 vereinigten sich die Stiftungen des Materni-, Brückenamts- und Bartholomäi-Hospitals.
Insgesamt bleibt der Komplex Dresdner Brückenbau, Bau der steinernen Dresdner Frauenkirche und Dresdner Stadtgründung ein historisch sehr umstrittener.

#### Markgräflicher Landesausbau
Im Jahre 1144 erstritten sich die 1143 mit Nisan belehnten Meißner Markgrafen, die Wettiner, mit Naundorf und Gohlis erste Territorien noch ganz im Westen des Gaues.

### Böhmische Burg Königstein ab dem 12.Jahrhundert

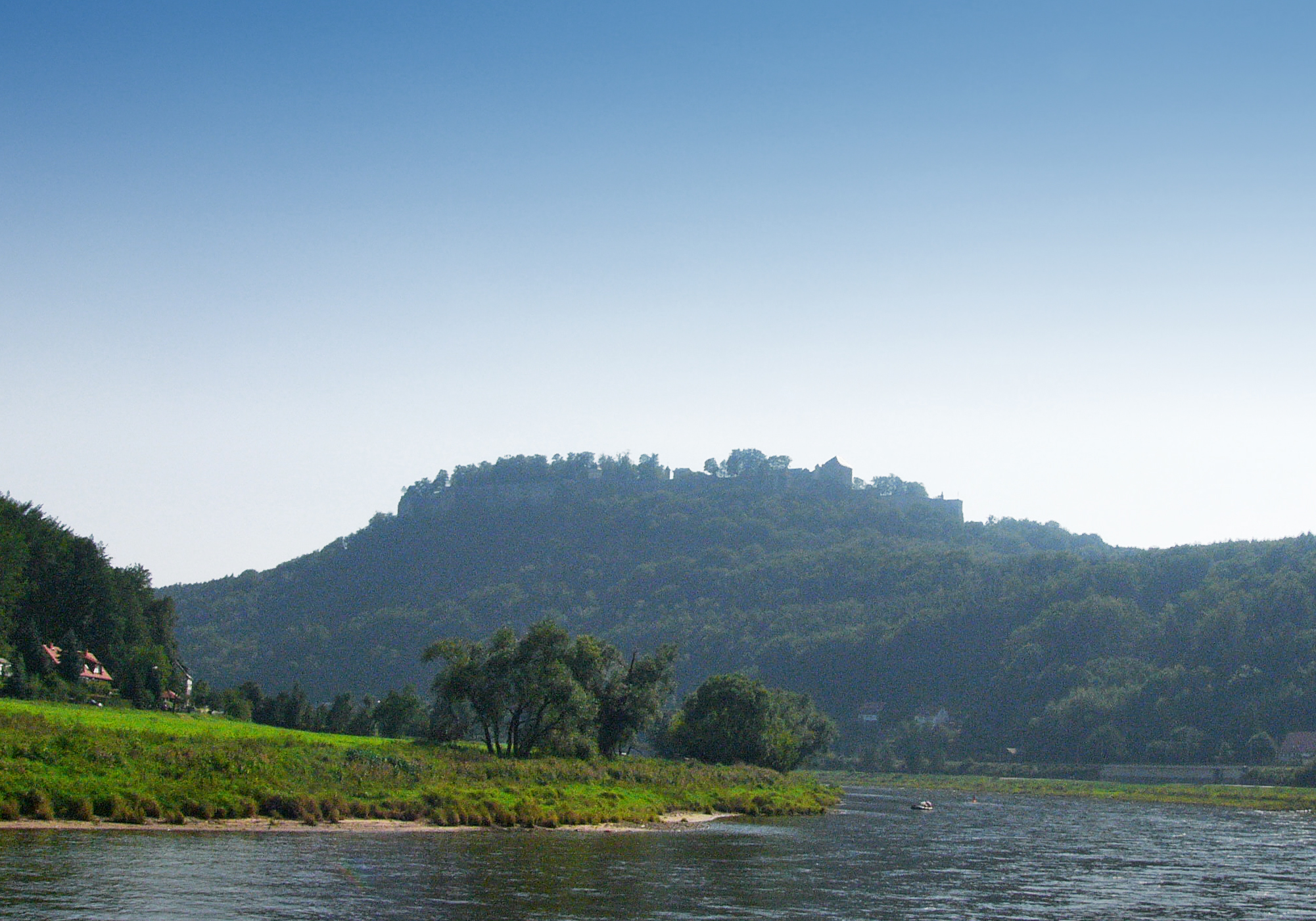
Der Königstein über der Elbe

Die hölzerne Vorgängerburg wurde wahrscheinlich ab 1142/1143 direkt nach dem Verlust der strategisch bedeutsamen Burg Dohna als ein Gegengewicht zu dieser auf- oder ausgebaut. In der ersten Phase des Überganges der Burg Dohna von Böhmen an den deutschen Burggrafen (1143 bis 1156) ist auch durchaus ein Übergang von böhmischen Gründungen in der Region aus der alten Burgwardschaft Dohna in den Burgbezirk Königstein und nicht in die spätere Burggrafschaft Dohna denkbar.
Nach reichen Silberfunden von 1168, welche zur Entstehung von Freiberg und des Ersten Berggeschreys führten, rückte das bislang fast unbesiedelte waldreiche Erzgebirge zwischen der Markgrafschaft Meißen und dem Königreich Böhmen noch stärker als bisher in das Blickfeld markmeißnischer und böhmischer Interessen. Beide Seiten begannen mit der Anlage einer Reihe von Grenzschutzburgen (u. a. Sayda, Frauenstein, Purschenstein, Rechenberg, Bärenstein, Lauenstein), um die eigene Interessenssphäre abzugrenzen.
Spätestens in diesen Zusammenhang gehört auch der Ausbau des damals böhmischen Königssteins zur steinernen Burg. Das älteste heute noch existente steinerne Bauwerk ist die an der Wende vom 12. zum 13. Jahrhundert errichtete sakrale Burgkapelle, die noch älteren profanen steinernen Gebäude des 12. Jahrhunderts wurden sicher (zum Teil auch mehrfach) überbaut.
Von diesem nördlichen Vorposten des böhmischen Königreiches aus erfolgte von Anfang an ein systematischer Landesausbau von Norden in Richtung Erzgebirgskamm, dem erst mit der Dohnaischen Fehde (bis 1402) militärisch und dem Vertrag von Eger vom 25. April 1459 mittels Gebietsaustausch auch diplomatisch ein Ende gesetzt werden konnte.

### Übergang von Pirna an Böhmen 1293

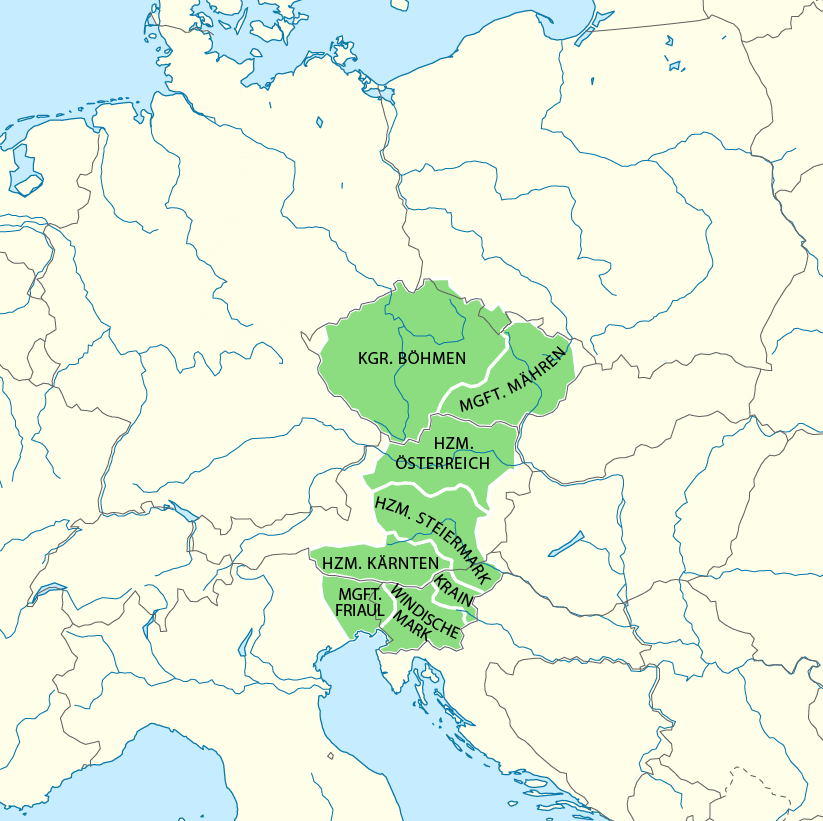
Territorien unter böhmischer Kontrolle zur Zeit Ottokars II. (1253 bis 1278 König von Böhmen) mit vereinfachter Darstellung der böhmischen Nordwestgrenze

Böhmens expansive Territorialpolitik nach Süden bis zur Adria wurde am 26. August 1278 durch die Schlacht bei Dürnkrut und Jedenspeigen abrupt beendet. Hier setzte sich die antiböhmische Koalition unter dem Habsburger und deutschen König Rudolf I. durch.
Wenzel II. von Böhmen, 1283 aus Geiselhaft in Dresden entlassen, vermochte den Besitz seines Vaters in den Alpenländern nicht wiederzuerlangen, weswegen er seine Außenpolitik hauptsächlich nach Norden richtete: auf die Markgrafschaft Meißen, das Pleißenland und nach Polen.
Am 15. Februar 1288 starb in Dresden der Markgraf von Meißen Heinrich der Erlauchte, an dessen Hof Wenzel II. seine letzte Zeit als Gefangener verbracht hatte. Mit Vertrag vom 12. März 1289 wollte der jüngste Sohn Heinrichs, Friedrich der Kleine, seinen Besitz an die böhmische Krone veräußern, wogegen sein Neffe, Markgraf Friedrich Tuta, Einspruch erhob und am 11. September 1289 diese Besitzungen bis auf Dresden aufkaufte. Dresden selbst hatte Friedrich bereits an Waldemar von Brandenburg veräußert, sich dabei aber ein lebenslanges Wohnrecht gesichert. Friedrich der Kleine starb am 25. April 1316 ohne Erben in Dresden.

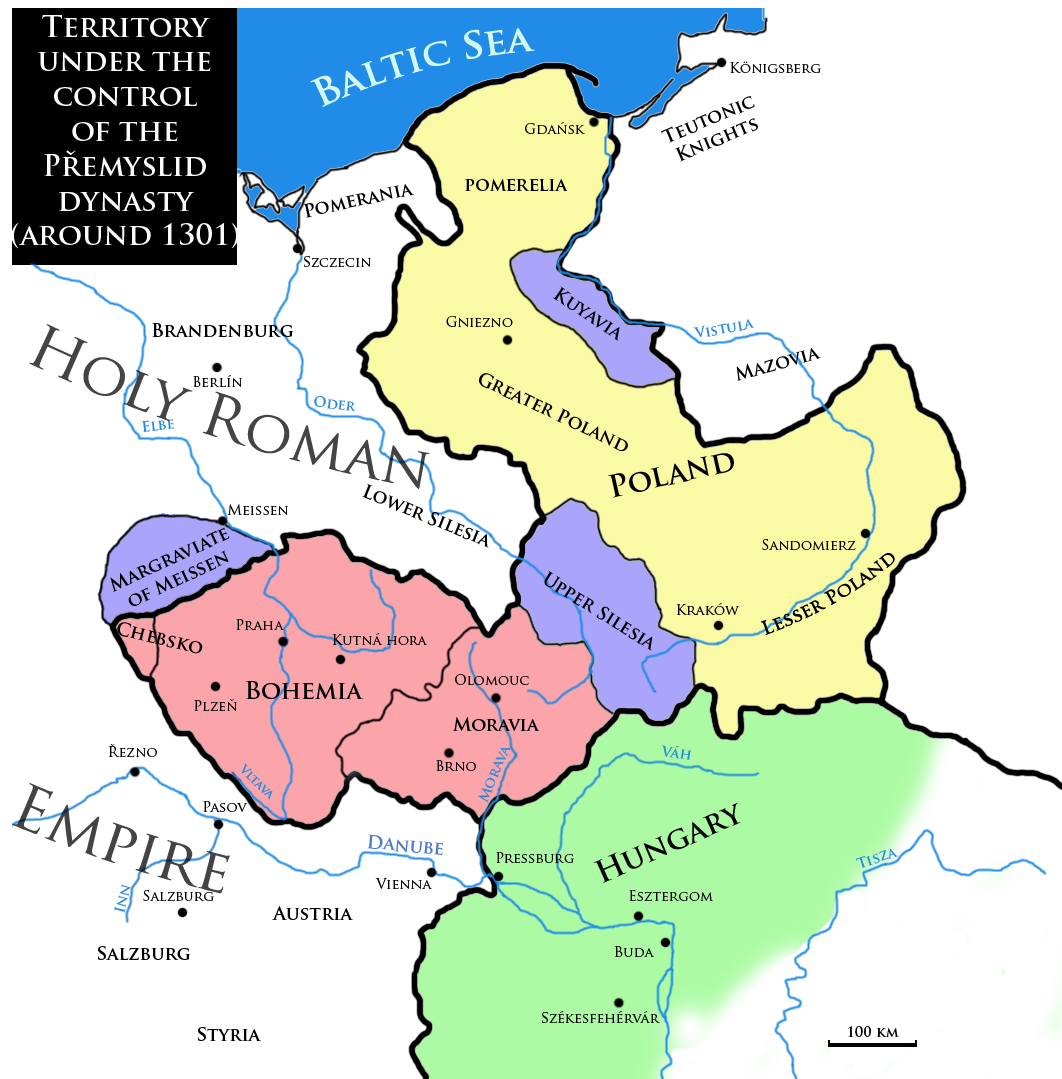
Territorien unter Kontrolle der böhmischen Krone um 1301 (blau: Vasallen, darunter auch die Markgrafschaft Meißen)

1293 gelangte Böhmen durch diplomatisches Geschick in den Besitz von Stadt und Burg Pirna, welche zuvor dem Meißner Bischof gehörten. Hier wurde um 1300 ein böhmisches Dominikanerkloster gegründet (ersterwähnt 1307), an welches sich eine Schule anschloss (ersterwähnt 1317). Diese Entwicklung setzte in einem viel kleinerem Maßstab die frühere böhmische Akademie Nisan mit angeschlossenem Kloster fort. Um diese Zeit gelangten die böhmischen Přemysliden zu neuer Machtfülle. Als regierender König erwarb Wenzel II. zur böhmischen 1300 die polnische und von 1301 bis 1303 für seinen Sohn Wenzel III., dem letzten Přemysliden, die ungarische Krone.

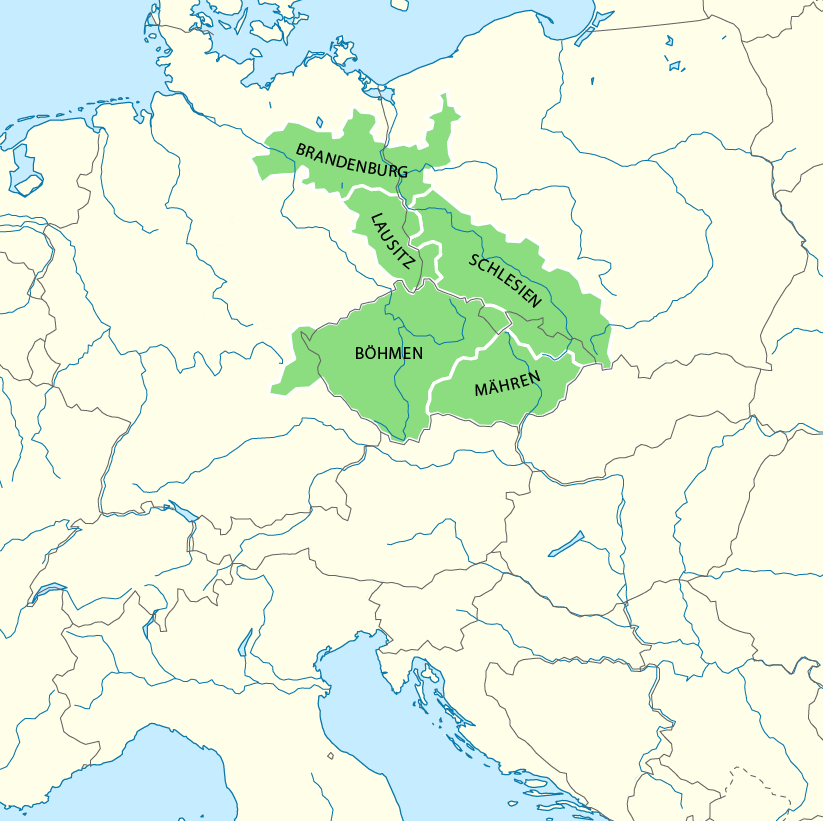
Länder der Böhmischen Krone unter Karl IV. (1347 bis 1378) mit vereinfachter Darstellung der böhmischen Nordwestgrenze

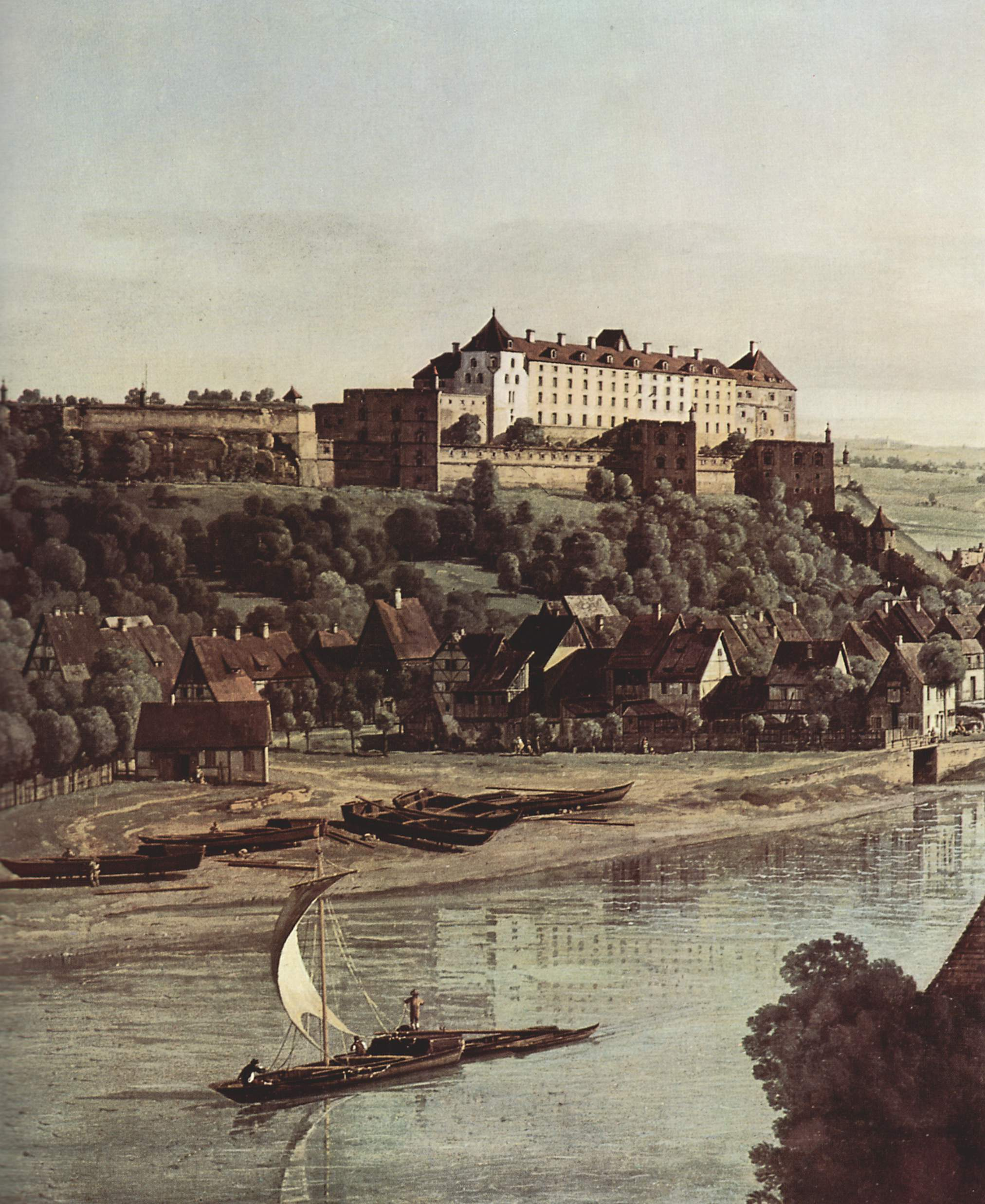
Pirna 1753/55

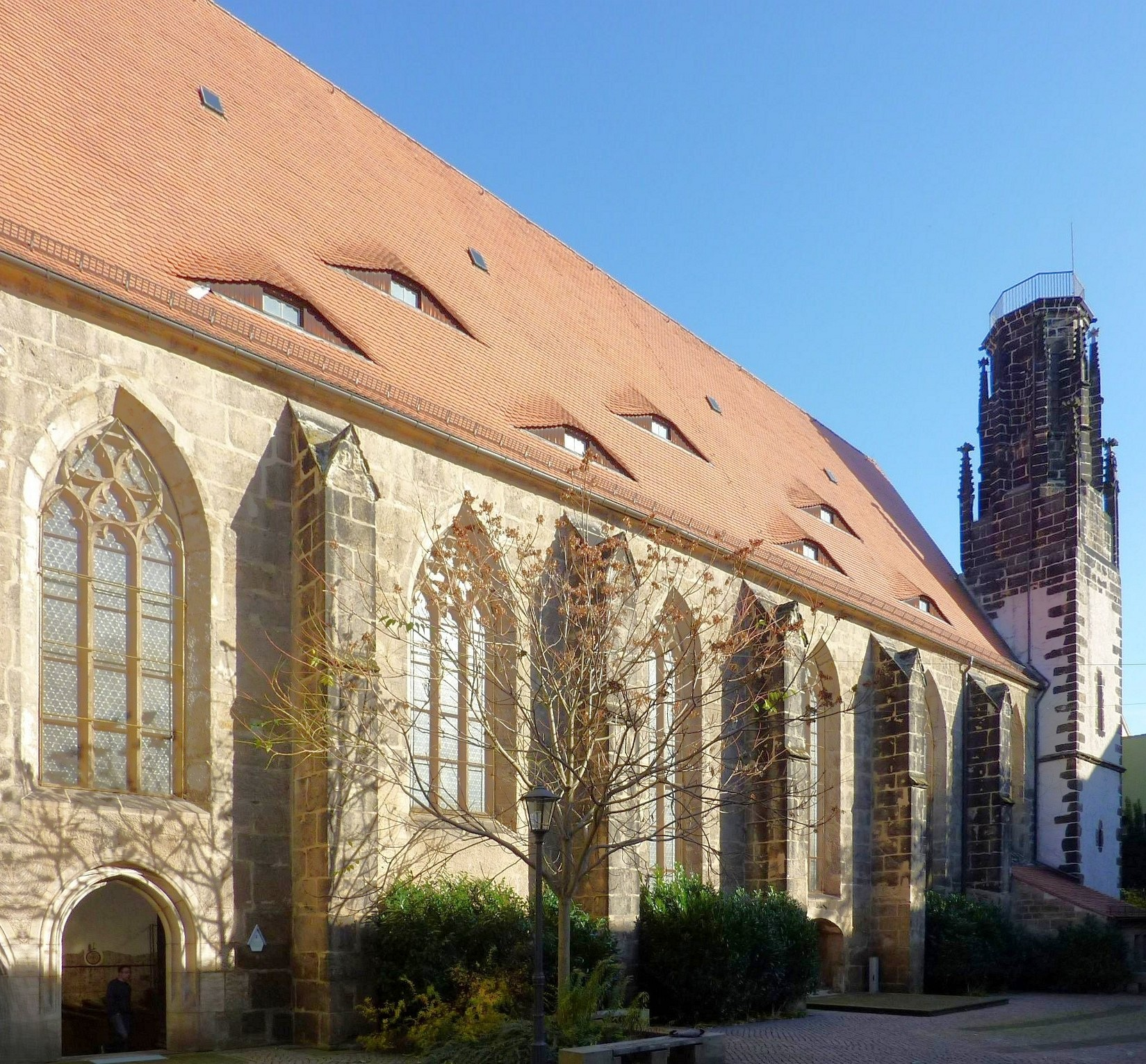
Klosterkirche Pirna

Entscheidend war das 1325 von König Johann von Böhmen (Luxemburger) bestätigte Stapelrecht in Pirna, an der Straße und Wasserstraße nach Böhmen gelegen. In wirtschaftlicher Hinsicht überflügelte Pirna damals das benachbarte, unter Heinrich dem Erlauchten noch bedeutendere Dresden. 1351 hielt der König und spätere Kaiser Karl IV. von Böhmen in Pirna sogar einen Fürstentag ab. Diese böhmische Blütezeit wurde durch die expansive Territorialpolitik des Meißner Markgrafen Wilhelm I. abrupt beendet, der bestrebt war, das gesamte Gebiet der heutigen Sächsischen Schweiz in seinen Besitz zu bringen. 1404/05 fielen die Felsenburg Winterstein zusammen mit der bis dahin zur böhmischen Krone gehörenden Pflege Pirna als Spätfolge der Dohnaischen Fehde an die Mark Meißen. 1408, ein Jahr nach dem Tod Wilhelms I., wurde auch die böhmische Burg Königstein von den Meißnern erobert. Zur gleichen Zeit verlor Böhmen auch die Gebiete Neuböhmens. Auerbach wurde schon 1400, im Jahr der Absetzung des deutschen Königs Wenzel von Böhmen, von den Wittelsbachern erobert, Bärnau im Jahre 1405.
Wilhelm I. nahm für seinen Krieg gegen die Burggrafschaft Dohna und weitere böhmische Lehen und Besitzungen sogar eine erhebliche Verringerung des Silbergehalts der ausgebrachten Münzen der wettinischen Hauptmünzstätte in kauf. Erst 1412 konnte Friedrich der Streitbare die Währung wieder stabilisieren. 1459 blieb Pirna mit dem Vertrag von Eger zwar im Besitz von Kurfürst Friedrich II. von Sachsen, aber weiterhin böhmisches Lehen.

## Kirchen
Vor 1206 bestanden Kirchen in Briesnitz, vielleicht auch in Kaditz (Emmauskirche) und im heutigen Dresden (Frauenkirche).